# Invasioni barbariche del V secolo
Invasioni barbariche è l’espressione con la quale è generalmente indicata in Italia la fase delle irruzioni e migrazioni delle popolazioni cosiddette "barbariche" (germaniche, slave, sarmatiche e di altri popoli di origine asiatica) all'interno dei confini dell'Impero romano d'Occidente, nel V secolo. Il fenomeno, a volte indicato anche con il termine tedesco Völkerwanderung (‘migrazioni di popoli’), si conclude sostanzialmente con la formazione dei regni romano-germanici, che segna la fine definitiva della tarda antichità e l'entrata dell'Europa nel Medioevo.

## Contesto storico
Oltre i confini romani erano presenti popolazioni nomadi di etnie molto diverse fra loro, con culture e civiltà eterogenee. A Sud, nell'Africa Settentrionale, trovano posto i Berberi e le tribù del Sudan, a nord, dalla Penisola Scandinava fino al Mar Nero, oltre il Reno e il Danubio, vivevano le popolazioni nomadi dei Germani. I Greci indicavano come barbari una serie di popoli migratori stanziati tra il Danubio, il Mar Nero e la zona nord-iranica. Essi erano di stirpe scitica, celtica e tracia, seminomadi e dediti all'allevamento (soprattutto equino e ovino) ed alla raccolta di frutti spontanei. I Greci li dividevano in due etnie fondamentali (in realtà piuttosto omogenee): i Geti e i Daci.
Gli Sciti invece erano dei nomadi provenienti dal Nord dell'Iran, abili arcieri a cavallo, dediti a cerimonie sciamaniche che prevedevano stati di estasi prodotta forse da sostanze allucinogene (probabilmente l'hashish), che nei Greci destavano stupore e timore. Essi erano suddivisi in tribù guerriere che avevano in comune la lingua, la religione, le armi, le tecniche di allevamento dei cavalli da guerra e quelle di fonditori di metalli e orefici. Ritrovamenti di tumuli con ricchi corredi in oro e metallo sono avvenuti dalla Siberia al Caucaso, dai confini con l'Impero Cinese all'Iran. Le loro continue migrazioni furono il motore di tutte le migrazione dell'Eurasia centrale per tutto il primo millennio a.C., e non mancarono di preoccupare grandi imperi come quello cinese.
Analoghi per alcuni versi agli Sciti erano i Sarmati, nomadi e cavalieri di origine nordiranica, che apparvero sulla scena del confine Europa/Asia verso il I-II secolo d.C. sospinti probabilmente da altre popolazioni asiatiche. Erano probabilmente Sarmati gli Iazigi che si scontrarono con le truppe di Adriano nel II secolo d.C., mentre i Roxolani erano Sarmati stanziati tra i Don e il Dnepr. Sarmati erano anche gli Alani, originari della zona adiacente al lago d'Aral, che cercarono di insediarsi in Cappadocia nel I secolo d.C. I Romani sottolineano nei loro trattati militari la forza di questi guerrieri, grazie all'uso dei cavalli ed alla pesante armatura in ferro, bronzo, corno e cuoio. Queste tecniche, assimilate poi in Occidente, dovevano essere nate per proteggersi dalle frecce delle altre tribù nomadi delle steppe. Una volta arrivati nel luogo degli scontri tra Persiani e Romani portò, soprattutto i primi, a ingaggiarli nei rispettivi eserciti.
Questi gruppi avevano già avuto contatti con la società romana, che aveva concesso ad alcuni gruppi di stanziarsi entro i confini come coloni, integrandoli all'interno dell'esercito, come truppe di difesa dei confini. Il fenomeno, iniziato alla fine del II secolo si ampliò dopo la crisi del III secolo.
Il progressivo disfacimento dell'impero romano, l'incremento della corruzione e la scarsità di mezzi per controllare e fortificare i confini, portarono al verificarsi di molte invasioni, che arrivarono anche fino alla Pianura Padana. I Romani tentarono di aumentare le difese delle città più interne, spesso creando nuove cinte murarie o fortificando quelle già esistenti e formarono delle unità mobili dell'esercito; così facendo però, persero lentamente il controllo dei confini. La pressione degli Unni da Nord-Est obbligò le popolazioni barbariche stanziate lungo i confini a spingersi ulteriormente all'interno del territorio romano.

### Invasione o migrazione?
Può suscitare curiosità il modo con il quale le invasioni barbariche vengono chiamate dai vari popoli europei: i popoli di lingua neolatina come i Francesi o gli Spagnoli usano il termine "invasione" (les grandes invasions o les invasions barbares, las invasiones (de los bárbaros)). Al contrario, i popoli germanici o slavi usano il termine "migrazione" (Völkerwanderung in tedesco, migration period in inglese o stehování národu in ceco).
Più che curiosità si tratta di diverse posizioni storiografiche sviluppate negli anni. Gli storici italiani e francesi, influenzati da una visione romano-centrica, le hanno etichettate con il termine "invasioni" perché hanno posto l'accento sul loro impatto distruttivo, considerandole la causa della caduta dell'Impero romano, della fine dell'età e della civiltà antica, e dell'inizio dei secoli bui del Medioevo, con conseguente regresso economico e culturale. Gli storici tedeschi, definendole con il termine "migrazioni", invece hanno posto l'accento sugli aspetti positivi, come la sostituzione di una società decadente come quella tardo-romana, caratterizzata dal dispotismo autocratico degli Imperatori e da una burocrazia complessa e corrotta, con una società marziale come quella dei popoli germanici. Entrambe le visioni sono comunque d'accordo sul fatto che le invasioni o migrazioni barbariche condussero alla caduta dell'Impero romano d'Occidente.
Gli storici contemporanei, vedi ad esempio quelli della scuola di Vienna, sono indirizzati a considerare il fenomeno delle "invasioni" sotto il profilo dell'etnogenesi dei popoli. Se proprio vogliamo parlare di invasione forse dovremmo considerare solo quella degli Unni una vera e propria invasione. Comunque non mancano anche qui divergenze.
In effetti sarebbe piuttosto riduzionistico sostenere che quelle dei Vandali, Alani e Svevi non fossero delle vere e proprie invasioni, visti i resoconti apocalittici delle devastazioni da essi provocate forniti da testimonianze come Idazio Lemico, San Girolamo e il biografo di Sant'Agostino, nonché da numerosi poeti gallo-romani. Gli stessi Visigoti, che pure erano i più disponibili a trattare con il governo centrale e che si diedero al sacco di Roma solo come misura estrema, dopo che tutte le precedenti trattative erano fallite, non mancarono di compiere atrocità ai danni della popolazione civile. Autori come Peter Heather e Bryan Ward-Perkins hanno ribadito che le invasioni barbariche e la caduta dell'Impero romano d'Occidente provocarono comunque un regresso della civiltà nell'Europa Occidentale, portando a sostegno di ciò dati archeologici, che sembrerebbero indicare che in numerose regioni dell'ex Impero la caduta di Roma provocò un regresso rispetto all'epoca precedente.
Non va tuttavia trascurato che, una volta completato l'insediamento e terminati i saccheggi, la popolazione provinciale sottoposta ai barbari finì per preferire la dominazione dei nuovi padroni barbari all'oppressivo fiscalismo degli esattori delle tasse romani; Salviano di Marsiglia parla addirittura di masse intere di popolazione che cercarono riparo tra i barbari alla ricerca di condizioni di vita migliori; anche i proprietari terrieri romano-gallici, come Paolino di Pella, espressero la propria approvazione del governo goto nei territori da essi controllati. La presenza dei Barbari nelle provincie non fu quindi unicamente distruttiva ma in diversi casi finirono per essere addirittura preferiti al precedente governo romano. In diversi casi, i barbari mantennero molte delle strutture del precedente governo romano; il caso più eclatante è quello degli Ostrogoti, che addirittura mantennero la suddivisione del loro regno in prefetture del pretorio, diocesi e province, nonché cariche romane come quella di console, prefetto del pretorio, vicario, prefetto urbano e governatore provinciale.
In pratica, gli studiosi della tarda antichità e delle invasioni barbariche sono divisi in due gruppi: i movers e gli shakers. I movers ritengono che il crollo dell'Impero fu provocato principalmente dalle invasioni barbariche; gli shakers invece ritengono che l'Impero era già in profonda disgregazione e che le invasioni barbariche furono la conseguenza della crisi dell'Impero, e non la causa. Un'ala estremista degli shakers nega addirittura la caduta dell'Impero, e sostiene semplicemente che l'Impero romano si trasformò suddividendosi nei regni romano-barbarici: essi sostengono che i barbari non invasero l'Impero, ma si insediarono nelle province dell'Impero con il consenso dei Romani, che avevano bisogno del loro sostegno militare per difendere le frontiere. Probabilmente una corretta valutazione storiografica sta nel mezzo tra queste due opinioni opposte: i barbari non intendevano distruggere l'Impero ma semplicemente insediarsi al loro interno; ma, costringendo l'Impero a concedere loro di insediarsi in territori intra limes (entro i confini), finirono per indebolirlo in misura sempre maggiore, provocando una drastica diminuzione del gettito fiscale, con conseguenti minori risorse a disposizione per mantenere a livelli adeguati l'esercito romano. Nel giro di un secolo, l'Impero finì per indebolirsi al punto da non riuscire più a tenere sotto controllo le spinte centrifughe dei federati germanici finendo quindi per collassare. Alcuni limiti interni dell'Impero, come le guerre civili e gli intrighi di corte, gli impedirono di reagire in modo efficace alla crisi particolare che si era venuta a creare a causa della migrazione degli Unni e ne accelerarono il crollo.

## Cause delle invasioni

### Gli Unni

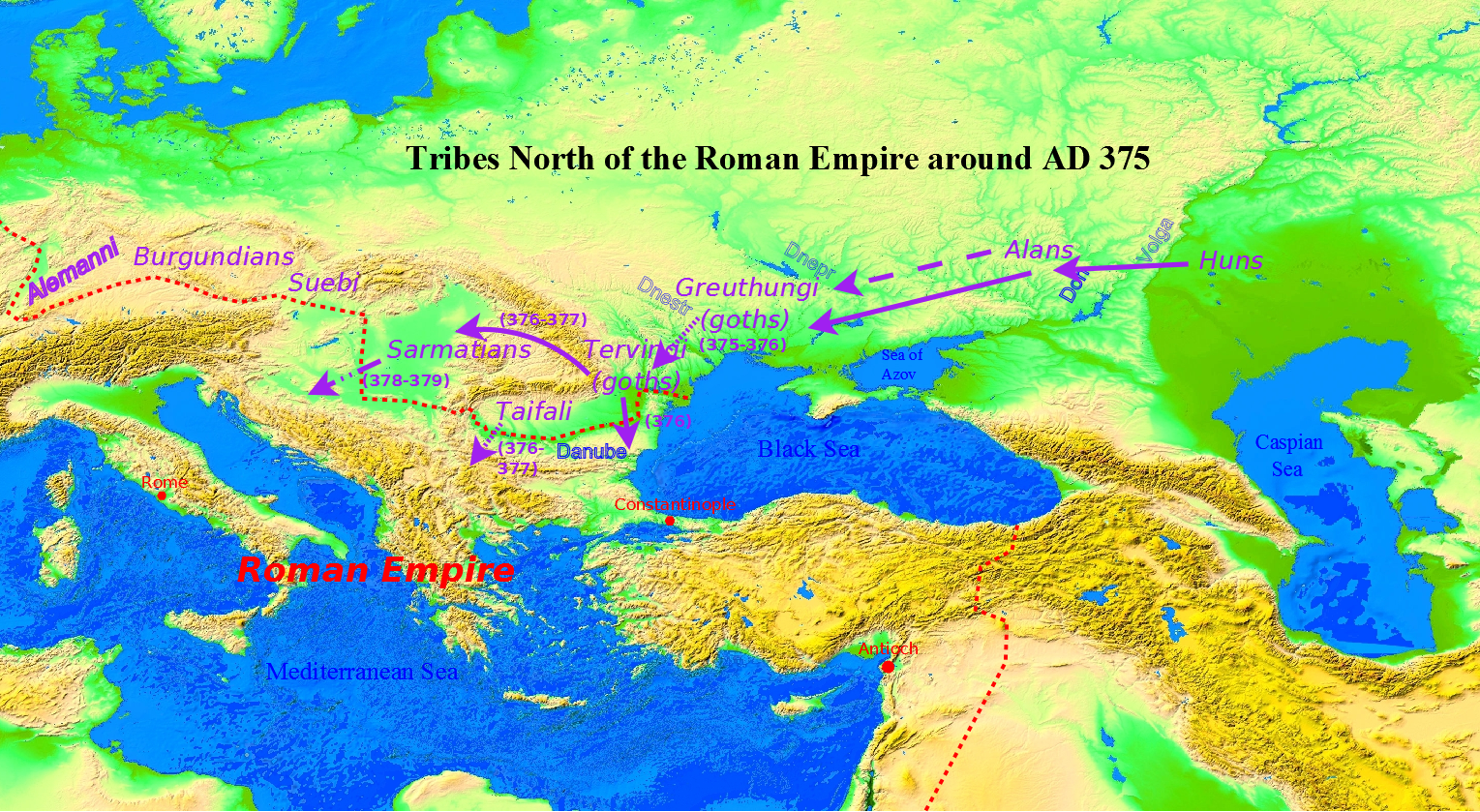
Migrazione degli Unni, che spinse i Goti Tervingi e Greutungi ad invadere l'Impero, portando alla guerra gotica (376-382).

Verso la metà del IV secolo la pressione delle tribù germaniche sui confini del Danubio e del Reno era diventata molto forte, incalzata dagli Unni provenienti dalla steppa, probabilmente la stessa popolazione degli Hsiung-Nu che nel corso del I secolo avevano insidiato l'Impero Cinese presso la Grande Muraglia.
Il contributo degli Unni nelle invasioni barbariche si può dividere in tre fasi:
1. gli Unni, migrando verso la pianura ungherese, spingono numerose popolazioni barbariche a invadere l'Impero (376-408).
2. gli Unni, una volta terminata la migrazione, aiutano l'Impero a combattere i gruppi barbari entrati all'interno dell'Impero (410-439).
3. gli Unni, sotto Attila, diventano nemici dell'Impero, e invadono dapprima l'Impero d'Oriente e poi quello d'Occidente (440-452).

L'avanzata degli Unni spinse i Visigoti a chiedere all'Imperatore d'Oriente Valente di essere accolti in territorio romano, e Valente accettò. Il maltrattamento subito dai Goti ad opera degli ufficiali romani spinse tuttavia i Goti a rivoltarsi, e nel 378 i Visigoti sconfissero l'Imperatore d'Oriente Valente nella battaglia di Adrianopoli, uccidendolo. In seguito alla morte di Valente, Graziano e Teodosio I si divisero l'impero e quest'ultimo accettò i Visigoti, minacciosi su Costantinopoli, come foederati (382). I foederati mantenevano una certa autonomia dall'Impero, non pagando tasse all'Impero, e, in cambio di un compenso - in denaro o tramite concessione di terre (hospitalitas) -, avrebbero servito l'Impero contro gli altri barbari. Tale sistema costituiva in realtà un'arma a doppio taglio in quanto non faceva altro che sostituire l'"invasione violenta" con quella "pacifica", e avrebbe potuto portare i barbari a distruggere dall'interno l'Impero. Nel frattempo a Costantinopoli si verificò una reazione antigermanica che portò alla rovina del goto Gainas (magister militum praesentalis) e all'espulsione dei Germani dall'esercito romano-orientale: i Germani furono in seguito riammessi nell'esercito d'Oriente, ma non più come foederati autonomi condotti dai propri capi tribali bensì come mercenari condotti da generali imperiali. I Visigoti furono quindi spinti dal cambiamento della situazione in Oriente verso l'Impero d'Occidente. I Visigoti, dopo mille battaglie con gli eserciti d'Oriente e d'Occidente, dopo aver devastato i Balcani, l'Italia e la Gallia, ottennero il possesso, come foederati dell'Impero, della Gallia Aquitania nel 418.
Secondo la tesi di Heather, anche le invasioni del 405-408 sarebbero state provocate indirettamente dagli Unni: infatti sia i Goti di Radagaiso, che i Vandali, gli Alani e i Suebi provenivano dall'area a ovest dei Carpazi, proprio dove si sarebbero stanziati gli Unni intorno al 410. È possibile, quindi, che sia stata la migrazione degli Unni dall'area a nord del Mar Nero alla grande pianura ungherese a provocare la seconda ondata di invasioni.
Dopo aver provocato indirettamente le crisi del 376-382 e del 405-408, gli Unni, ormai stanziati stabilmente in Ungheria, oltre ad arrestare il flusso migratorio ai danni dell'Impero, in quanto, volendo dei sudditi da sfruttare, impedirono ogni migrazione da parte delle popolazioni sottomesse, aiutarono l'Impero d'Occidente a combattere i gruppi invasori: nel 410 alcuni mercenari unni furono inviati ad Onorio per sostenerlo contro Alarico, mentre Ezio dal 436 al 439 impiegò mercenari unni per sconfiggere in Gallia Burgundi, Bagaudi e Visigoti; poiché però nessuna delle minacce esterne fu annientata definitivamente nemmeno con il sostegno degli Unni, questo aiuto compensò solo minimamente gli effetti nefasti provocati dalle invasioni del 376-382 e del 405-408.
     Impero d'Occidente (Valentiniano III).
     Aree minacciate da rivolte interne (Bagaudi).
     Aree perse per rivolte interne.
     Aree minacciate da Franchi, Alamanni, Burgundi.
     Aree minacciate dai Mauri.
     Aree perse perché occupate da Vandali e Alani.
     Aree perse perché occupate dai Suebi.
     Aree minacciate dai Visigoti.
     Aree perse perché occupate dagli Unni.

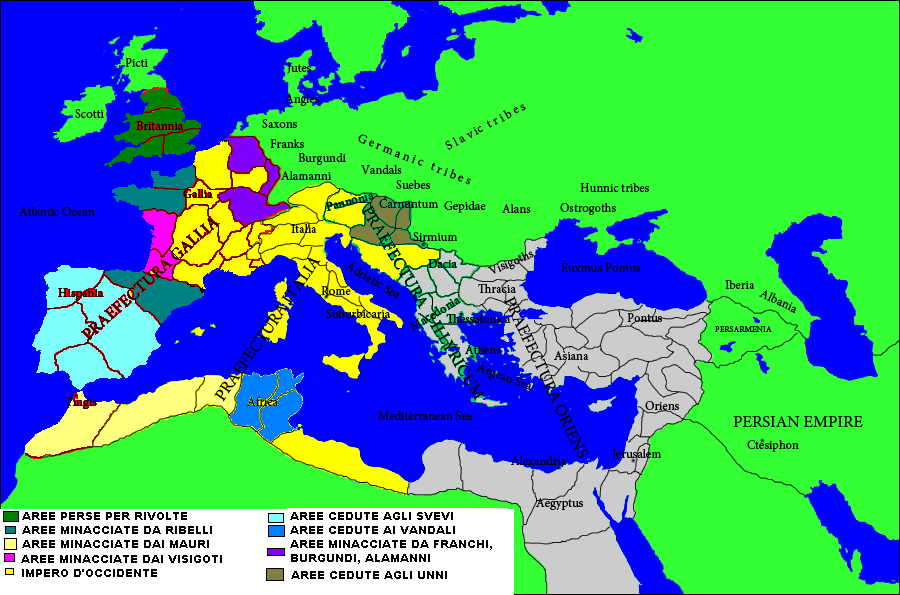
L'Impero romano d'Occidente intorno al 452.
Impero d'Occidente (Valentiniano III).
Aree minacciate da rivolte interne (Bagaudi).
Aree perse per rivolte interne.
Aree minacciate da Franchi, Alamanni, Burgundi.
Aree minacciate dai Mauri.
Aree perse perché occupate da Vandali e Alani.
Aree perse perché occupate dai Suebi.
Aree minacciate dai Visigoti.
Aree perse perché occupate dagli Unni.
Considerando che le parti ancora controllate da Ravenna in Gallia e in Italia erano state devastate dagli Unni di Attila e non erano dunque più in grado di versare le tasse ai livelli di prima, il gettito fiscale dell'Impero d'Occidente si era davvero ridotto ai minimi termini.

Sotto Attila, poi, gli Unni divennero una grande minaccia per l'Impero, distogliendolo dalla lotta contro gli invasori penetrati all'interno dell'Impero nel 376-382 e nel 405-408, che in questo modo ne approfittarono per espandere ulteriormente la propria influenza. Per esempio, le campagne balcaniche di Attila impedirono all'Impero d'Oriente di aiutare l'Impero d'Occidente in Africa contro i Vandali, e la flotta romano-orientale di 1100 navi che era stata inviata in Sicilia per riconquistare Cartagine fu richiamata precipitosamente perché Attila minacciava di conquistare persino Costantinopoli (442). Anche la Britannia, abbandonata definitivamente dai Romani attorno al 407-409, fu invasa, attorno alla metà del secolo da genti germaniche (Sassoni, Angli e Juti) che dettero vita a molte piccole entità territoriali autonome (Sussex, Anglia orientale, Kent ecc.), spesso in lotta fra di loro. Il generale Ezio nel 446 ricevette un disperato appello dai romano-britanni contro i nuovi invasori; Ezio, non potendo distogliere forze dalla frontiera confinante con l'Impero unno, declinò la richiesta. Ezio dovette rinunciare anche a inviare forze consistenti in Spagna contro gli Svevi, che, sotto re Rechila, avevano sottomesso quasi interamente la Spagna romana, ad eccezione della Tarraconense.
L'Impero romano d'Occidente dovette così rinunciare al gettito fiscale della Spagna e soprattutto dell'Africa, con conseguenti minori risorse a disposizione per mantenere un esercito efficiente da utilizzare contro i Barbari. Man mano che le entrate fiscali diminuivano a causa delle invasioni, l'esercito romano si indeboliva sempre di più, agevolando un'ulteriore espansione a scapito dei Romani da parte degli invasori. Nel 452 l'Impero d'Occidente aveva perso la Britannia, una parte della Gallia sud-occidentale ceduta ai Visigoti (foederati dell'Impero) e una parte della Gallia sud-orientale ceduta ai Burgundi (foederati dell'Impero), quasi tutta la Spagna passata agli Svevi e le più prospere province dell'Africa, occupate dai Vandali; le province residue erano o infestate dai ribelli separatisti bagaudi o devastate dalle guerre del decennio precedente (ad esempio le campagne di Attila in Gallia e in Italia) e dunque non potevano più fornire un gettito fiscale paragonabile a quello precedente alle invasioni. Si può concludere che gli Unni contribuirono alla caduta dell'Impero romano d'Occidente, non tanto direttamente (con le campagne di Attila), quanto indirettamente, giacché, causando la migrazione di Vandali, Visigoti, Burgundi e altre popolazioni all'interno dell'Impero, avevano danneggiato l'Impero romano d'Occidente molto più delle stesse campagne militari di Attila.

### Comportamento romano
Secondo Guy Halsall, invece, non furono gli Unni a provocare la migrazione dei Visigoti in territorio romano nel 376, ma la colpa è da attribuire all'Imperatore Valente, le cui campagne del 369 avrebbero provocato la destabilizzazione della società gota, spingendo questi ultimi a spingersi in territorio romano; lo stanziamento degli Unni nelle terre un tempo dei Visigoti, per Halsall, fu la conseguenza, e non la causa, della migrazione di questi ultimi. Halsall porta come prova della sua tesi un passo della Storia Ecclesiastica di Socrate Scolastico, il quale sostiene che la rottura dei rapporti tra Fritigerno e Atanarico sarebbe avvenuta in seguito all'attacco del 369 e non nel 376, in seguito all'attacco degli Unni, come sostiene invece Ammiano.
Peter Heather non concorda con Halsall obiettando alla sua teoria che, mentre Ammiano è contemporaneo ai fatti e molto dettagliato e accurato, Socrate Scolastico era vissuto un secolo dopo i fatti ed è molto sintetico e meno accurato di Ammiano per i fatti non riguardanti la storia ecclesiastica, l'argomento principale della sua opera. Per Heather, se Ammiano e Socrate Scolastico danno una versione discordante di un avvenimento, è da ritenersi più attendibile Ammiano.
Per Halsall, anche le invasioni del 405-408 sarebbero dovute al comportamento romano, che sguarnendo il Reno di truppe, avrebbero fatto un "invito implicito" ai Barbari di migrare in territorio romano; inoltre Halsall sostiene che l'interruzione di afflusso di monete nel nord della Gallia suggerisce l'interruzione di sussidi versati ai clienti dell'Impero, che, per riappropriarsi delle ricchezze che non ricevevano più dall'Impero, avrebbero deciso di invaderlo.
Heather ha obiettato a questa teoria facendo notare che, a parte che non ci sono prove certe che i sussidi diplomatici si siano interrotti, gli invasori del Reno (Vandali, Alani, Svevi) non ricevevano sussidi dall'Impero, essendo stanziati lontani dal limes del Reno, dunque non può essere stata l'interruzione di sussidi diplomatici a spingerli a invadere l'Impero; inoltre l'invasione di Radagaiso colpì l'Italia, che era appunto l'area dove vi erano più truppe. Per Heather, anche se i disaccordi tra Impero d'Occidente e Impero d'Oriente e lo sguarnimento del Reno facilitarono gli invasori, la vera causa delle invasioni sarebbe stato la migrazione degli Unni. La teoria di Halsall è comunque valida in talune circostanze, per esempio nel caso della Britannia, dove il ritiro dei Romani, lasciando la Britannia senza difese, agevolò senza dubbio la conquista anglosassone.
Non va dimenticato che nelle stesse file dell'esercito romano militavano ormai molti barbari come mercenari: l'ereditarietà del ruolo di soldato rendeva sempre più difficile trovare persone adatte ad indossare le nuove pesanti armature che, adottate dai Parti, erano diventate necessarie anche per i Romani, senza contare la nuova cavalleria corazzata, sempre di origine partica, che comportava cavalli e cavalieri giganteschi.
I legionari romani, invece, erano sempre più dei commercianti, attratti dai privilegi di ogni genere che continuavano a piovere su di loro, per essere i veri arbitri dell'elezione imperiale. A questo si fece fronte, all'inizio con arruolamenti di Germani (legalmente liberi di arruolarsi come ausiliares, a differenza dei cittadini Romani) e poi con la stipula di contratti con gruppi di guerrieri con relative famiglie, che ricevevano terre sottratte ai cittadini oltre a somme di denaro annuali per il loro servizio.

## Invasioni

### I Visigoti

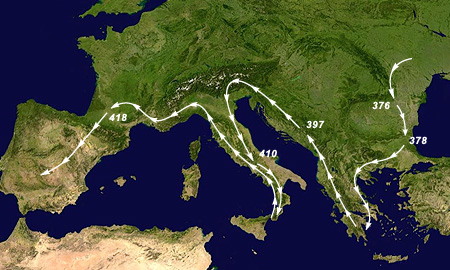
Migrazione principale dei Visigoti

I Visigoti, popolo di origine nordica, stanziato sulla riva destra del fiume Djnestr, furono costretti dall'avanzata travolgente degli Unni a ripiegare oltre il confine danubiano (376). Guidati dal loro re Fritigerno, chiesero all'Impero d'Oriente di essere ospitati all'interno dei confini e l'Imperatore Valente accettò, secondo le fonti primarie perché intendeva usare i Visigoti come soldati mercenari, ma secondo alcune teorie perché, essendo impegnato sul fronte orientale contro la Persia, non aveva forze per respingerli. I duecentomila Visigoti furono stanziati in Mesia e in Tracia, ma i maltrattamenti subiti dagli ufficiali romani, la fame e gli stenti li spinsero alla rivolta.
Dopo alcuni piccoli successi ottenuti dai generali di Valente, poco tempo dopo mosse contro le orde barbariche lo stesso imperatore Valente, il quale nella successiva battaglia di Adrianopoli, subì non solo una disastrosa sconfitta, ma cadde egli stesso sul campo di battaglia. I Visigoti rimasero in Mesia, compiendo ripetute razzie nelle regioni circostanti. La battaglia di Adrianopoli (378) in primis portò all'elaborazione, da parte di Roma, di una nuova strategia di contenimento nei confronti dei barbari: Teodosio, infatti, chiamato alla guida dell'Impero d'Oriente da Graziano dopo la morte di Valente, ed i suoi successori, incapaci di fermare le invasioni militarmente, cominciarono ad adottare una politica basata sui sistemi della hospitalitas e della foederatio. Teodosio I (379-395) nel 382 accettò di concludere con i Goti un foedus, che stabiliva che si insediassero all'interno dei confini imperiali tra Danubio e Balcani come Foederati (alleati) di Roma. I Tervingi si sarebbero stanziati in Tracia, i Grutungi in Pannonia. I foederati mantenevano una certa autonomia dall'Impero, non pagando tasse all'Impero, e, in cambio di un compenso - in denaro o tramite concessione di terre (hospitalitas) -, avrebbero servito l'Impero contro gli altri barbari. Tale sistema costituiva in realtà un'arma a doppio taglio in quanto non faceva altro che sostituire l'"invasione violenta" con quella "pacifica", e avrebbe potuto portare i barbari a distruggere dall'interno l'Impero. Teodosio usò i foederati goti nelle campagne contro gli usurpatori gallici e li difese dalle rivendicazioni dei privati cittadini che si vedevano togliere le terre (come con il massacro a Tessalonica di settemila civili in rappresaglia per le rivolte contro i Goti).

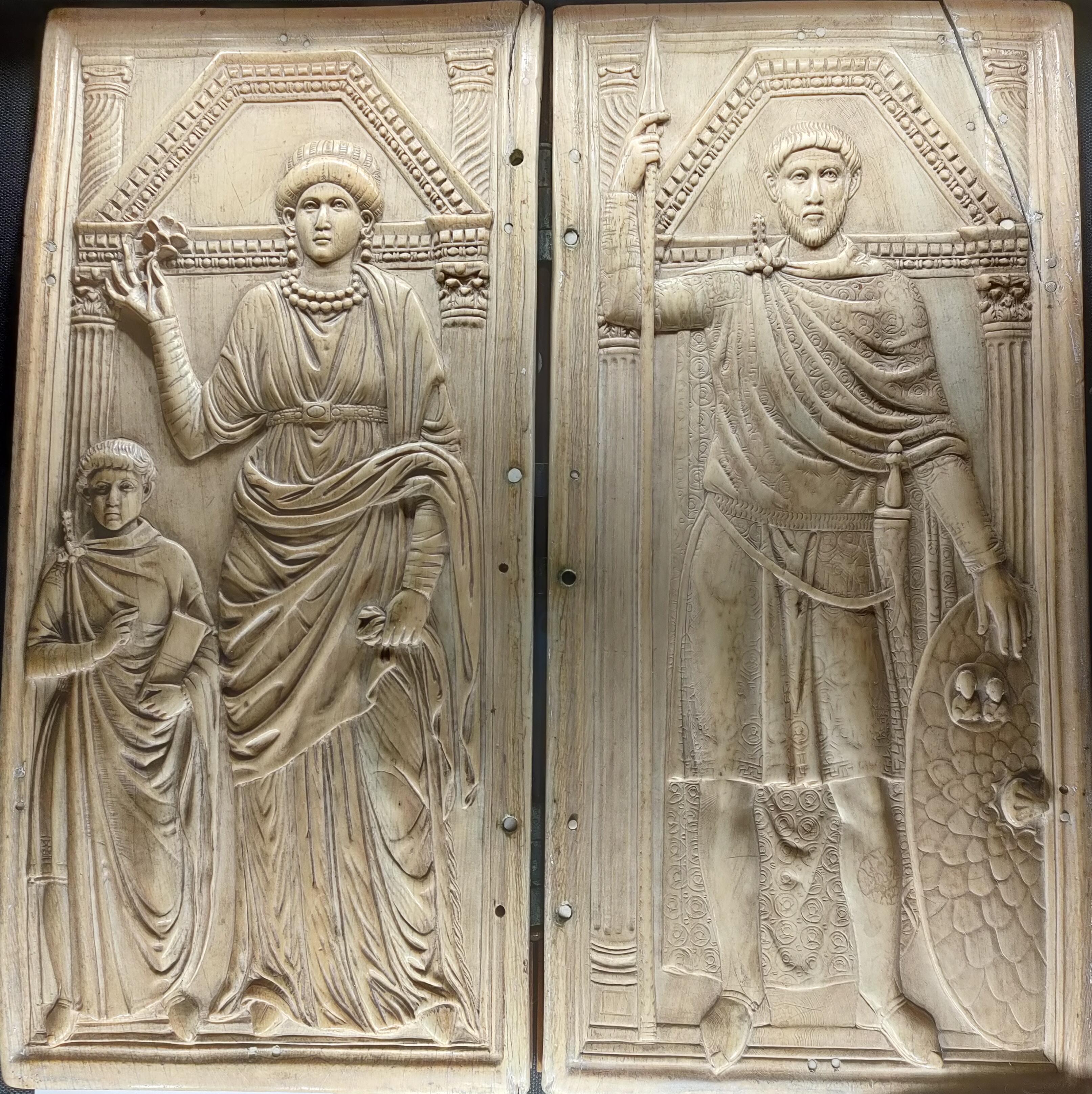
Dittico di Stilicone, Monza, Tesoro del Duomo

Con la morte di Teodosio I e la divisione definitiva dell'impero romano tra Occidente ed Oriente tra i due suoi figli Onorio e Arcadio, il generale visigoto Alarico si rivoltò all'impero, penetrò in Tracia e la devastò, arrivando ad accamparsi sotto le mura di Costantinopoli. Il generale Stilicone si diresse contro Alarico, ma Arcadio, spinto dal prefetto del pretorio Flavio Rufino, nemico di Stilicone, ordinò alle truppe orientali, che formavano una parte dell'armata di Stilicone, di far ritorno in Oriente. In Oriente infatti si aveva ancora timore che in realtà Stilicone mirasse a conquistare il dominio anche di Costantinopoli tornando ad unire ancora una volta l'impero sotto un'unica guida. Nel 396 Arcadio nominò Alarico magister militum per l'Illirico, mentre Stilicone fu dichiarato nemico pubblico dell'Oriente. Nel frattempo a Costantinopoli si verificò una reazione antigermanica che portò alla rovina del goto Gainas (magister militum praesentalis) e all'espulsione dei Germani dall'esercito romano-orientale: i Germani furono in seguito riammessi nell'esercito d'Oriente, ma non più come foederati autonomi condotti dai propri capi tribali bensì come mercenari condotti da generali imperiali. I Visigoti, compreso che a causa del cambiamento della situazione non erano più ben accetti in Oriente, puntarono verso l'Italia nel tentativo di negoziare con Onorio lo stanziamento come foederati in un territorio qualsiasi dell'Impero d'Occidente (Alarico nel 408/409, durante le trattative con Onorio, propose il Norico). Mossi dal loro re Alarico, giunsero in Italia ma vennero sconfitti da Stilicone a Pollenzo (402), a Verona (403), anche se nel frattempo Stilicone cercò una mediazione tra le due parti.

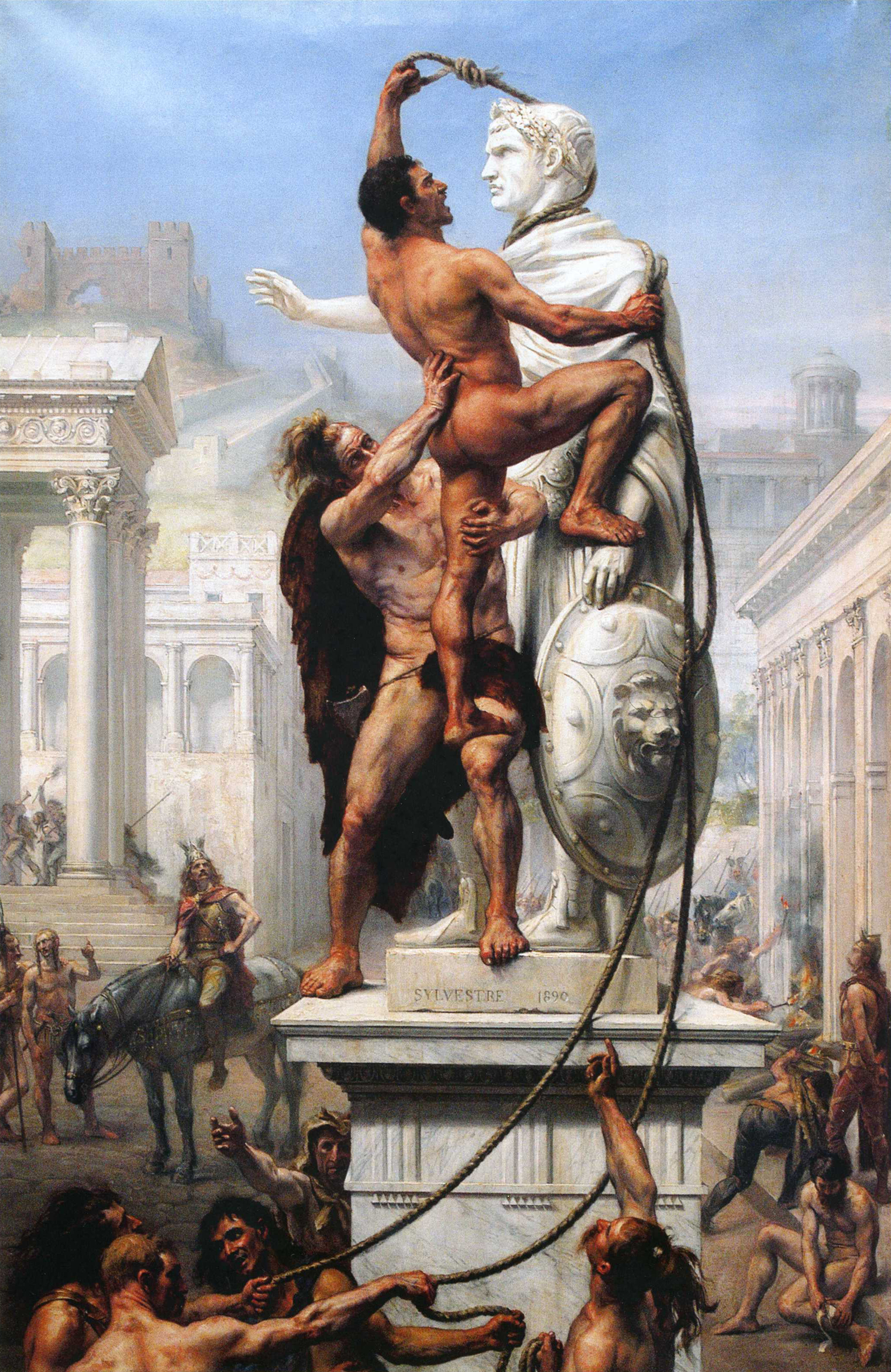
Raffigurazione del Sacco di Roma condotto dai Visigoti di Alarico nel 410.

Nel frattempo, l'ulteriore avanzata degli Unni verso l'Occidente portò numerose popolazioni che si trovavano lungo il medio corso del Danubio a invadere l'Impero: mentre i Goti di Radagaiso invasero l'Italia e furono annientati da Stilicone a Fiesole (405), Vandali, Alani e Svevi, invasero le Gallie varcando il Reno (31 dicembre 406) approfittando della scarsa sorveglianza dei confini resa necessaria dalle campagne di Stilicone contro i Visigoti e contro Radagaiso. Nel frattempo in Britannia scoppiò una rivolta dell'esercito, che elesse usurpatore Costantino III: questi spostò le legioni romane a difesa della Britannia in Gallia per strapparla a Onorio e per combattere gli invasori del Reno. A causa dei fallimenti di Stilicone nell'affrontare l'invasione del Reno e gli usurpatori nelle Gallie e dei tentativi di negoziazione con Alarico, Stilicone fu sospettato di aver tradito l'Impero favorendo i barbari e fu condannato alla decapitazione per ordine di Onorio (408). Onorio però non era in grado di resistere ai Visigoti, capeggiati da Alarico, che il 24 agosto del 410 saccheggiarono Roma.
Alarico morì mentre cercava di raggiungere l'Africa marciando in Italia Meridionale. Il suo successore, Ataulfo, condusse il popolo visigoto in Gallia. L'intenzione di Ataulfo era di ottenere un ruolo politico di primo piano nell'Impero e per questo motivo sposò Galla Placidia con l'intenzione di avere un figlio da lei e da imparentarsi con la famiglia imperiale. Tuttavia né Onorio né Costanzo, il generale romano incaricato di combattere Ataulfo, accettarono le pretese di Ataulfo, volendo sì indietro Galla Placidia ma non alla condizione di concedere al suo marito goto un ruolo preminente a corte. Sfruttando un punto debole dei Goti, ovvero la loro difficoltà di procurarsi i rifornimenti, Costanzo bloccò loro tutte le vie di comunicazione: il blocco imposto da Costanzo ai porti gallici fu tanto efficace che i Visigoti abbandonarono la Gallia e la città di Narbona per l'Hispania, nel 415. Morti Ataulfo e il suo successore Sigerico, nello stesso anno Costanzo stipulò un trattato col nuovo re visigoto Vallia: in cambio di 600000 misure di grano e del territorio della regione d'Aquitania, dai Pirenei alla Garonna, i Visigoti, in qualità di alleati ufficiali ovvero Stato vassallo dell'impero (foederati), si impegnavano a combattere in nome dei Romani i Vandali, gli Alani e i Suebi, che nel 406 avevano attraversato il fiume Reno e si erano dislocati nella provincia d'Hispania. L'accordo prevedeva anche la liberazione di Galla Placidia.

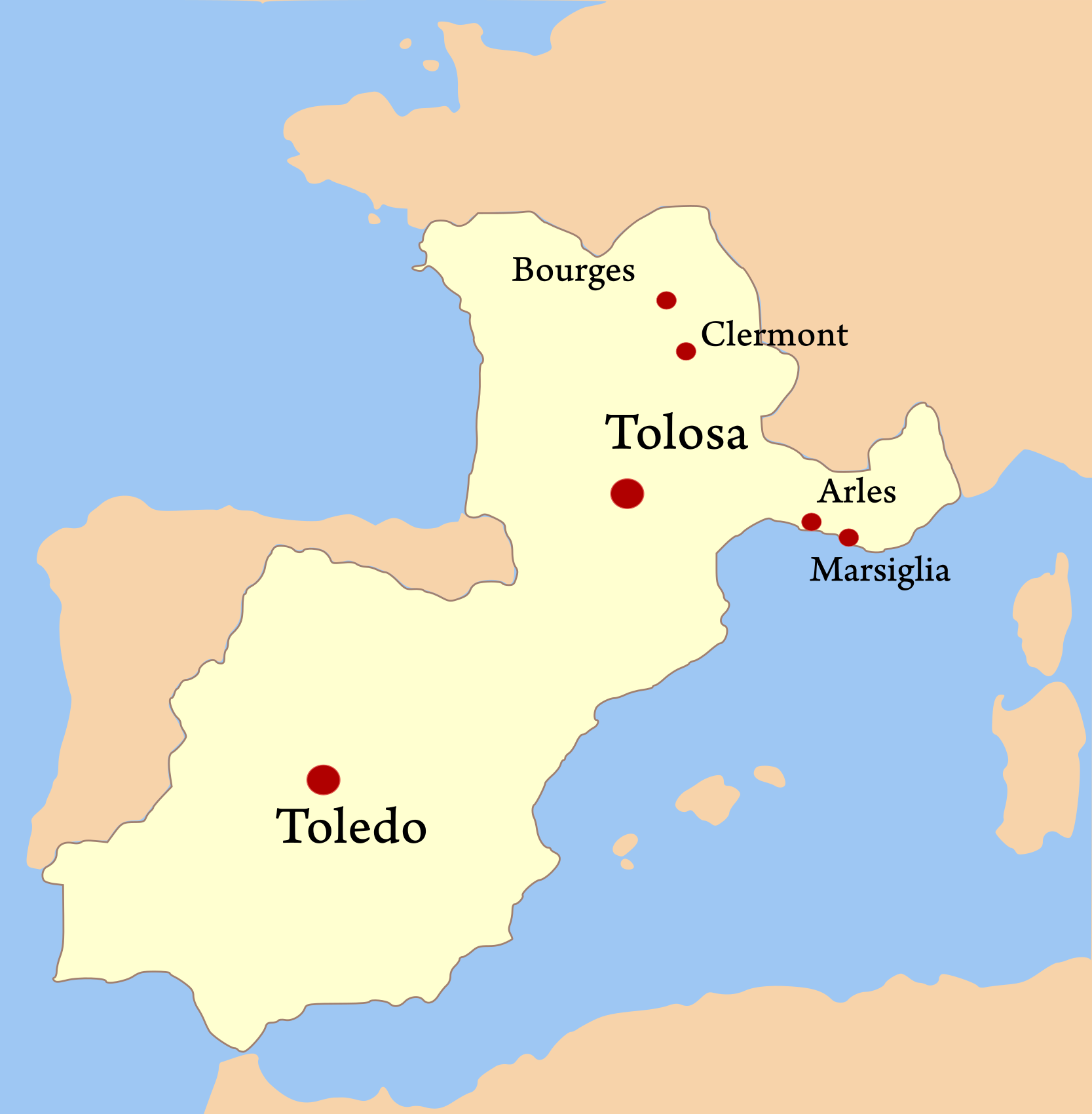
Il regno visigoto nel V secolo

Nel 418, ricevute da Vallia le province riconquistate di Cartaginense, Betica e Lusitania, Costanzo premiò Wallia e i Visigoti permettendo loro di stanziarsi in qualità di foederati (alleati dell'Impero) nella Valle della Garonna, in Aquitania, dove ottennero, con il sistema dell'hospitalitas, terre da coltivare. L'Aquitania sembra sia stata scelta da Costanzo come terra dove far insediare i Visigoti per la sua posizione strategica: infatti era vicina sia dalla Spagna, dove rimanevano da annientare i Vandali Asdingi e gli Svevi, sia dal Nord della Gallia, dove forse Costanzo intendeva impiegare i Visigoti per combattere i ribelli separatisti Bagaudi nell'Armorica. Da allora in poi i rapporti dei Visigoti con l'Impero furono ambigui: se in taluni casi accettarono di assisterlo nelle campagne militari contro altri barbari (per esempio contro i Vandali, gli Svevi e Attila), altre volte seguirono una politica ostile ad esso, aggredendo i territori limitrofi imperiali nel tentativo di espandere la propria sfera di influenza. Fu solo con l'ascesa al trono di Eurico (466), comunque, che i Visigoti riuscirono a conquistare tutta la Gallia imperiale a sud della Loira, oltre a quasi tutta la Spagna, e a ottenere ufficialmente l'indipendenza da esso (475).
I Visigoti avevano aperto la strada ad altre popolazioni che durante il V secolo oltrepassarono il limes reno-danubiano in più punti. Queste popolazioni germaniche possono essere distinte in occidentali e orientali. Esse non avevano come obiettivo la destabilizzazione e la guerra all'Impero romano, cercavano solo aree nelle quali insediarsi, finendo inevitabilmente a sud oltre il confine.

### Gli invasori del Reno: Vandali, Alani, Svevi

Ricostruzione degli spostamenti degli invasori della Gallia tra il 407 e il 409, basata su Peter Heather (2005)

La Spagna nel V secolo, con le popolazioni vandaliche di Asdingi (nel nord-ovest) e Silingi (nel sud).

Il 31 dicembre 406 Vandali (suddivisi in Asdingi e Silingi), Alani e Suebi invasero la Gallia varcando il fiume Reno. È possibile che questa invasione fosse stata scatenata dalla migrazione degli Unni nella grande pianura ungherese, avvenuta tra il 400 e il 410; infatti Vandali, Alani e Svevi vivevano proprio nella zona dove si sarebbero insediati gli Unni, e la minaccia unna potrebbe averli spinti a invadere la Gallia. A causa dello sguarnimento del limes del Reno, resosi necessario a causa dei pericoli che correva l'Italia a causa di Alarico e Radagaiso, gli invasori non trovarono opposizione devastando per due anni l'intera Gallia, per poi passare indisturbati in Spagna nell'autunno del 409. Nel 411, occupata la Spagna, se la spartirono tra loro come segue:
(Idazio, Cronaca.)
Tra il 416 e il 418 gli invasori del Reno subirono, però, la controffensiva dei Visigoti di Vallia per conto dell'Imperatore d'Occidente: vennero annientati nella Betica i Vandali Silingi mentre gli Alani subirono perdite così consistenti da giungere a implorare la protezione dei rivali Vandali Asdingi, stanziati in Galizia. Grazie a questi successi, le province ispaniche della Lusitania, della Cartaginense e della Betica tornarono sotto il controllo romano, ma il problema ispanico non si era tuttavia ancora risolto, anche perché dopo la sconfitta, Vandali Siling e Alani si coalizzarono con i Vandali Hasding, il cui re, Gunderico, divenne re dei Vandali e Alani. La nuova coalizione vandalo-alana tentò subito di espandersi in Galizia a danni degli Svevi, costringendo i Romani a intervenire nel 420: l'attacco romano non portò però all'annientamento dei Vandali, ma li spinse piuttosto in Betica, che da essi prese in nome di "Vandalucia" (Andalusia). Nel 422 sconfissero proprio in Betica la coalizione romano-visigota, condotta dal generale Castino, forse grazie a un presunto tradimento dei Visigoti.

#### I Vandali e gli Alani in Africa

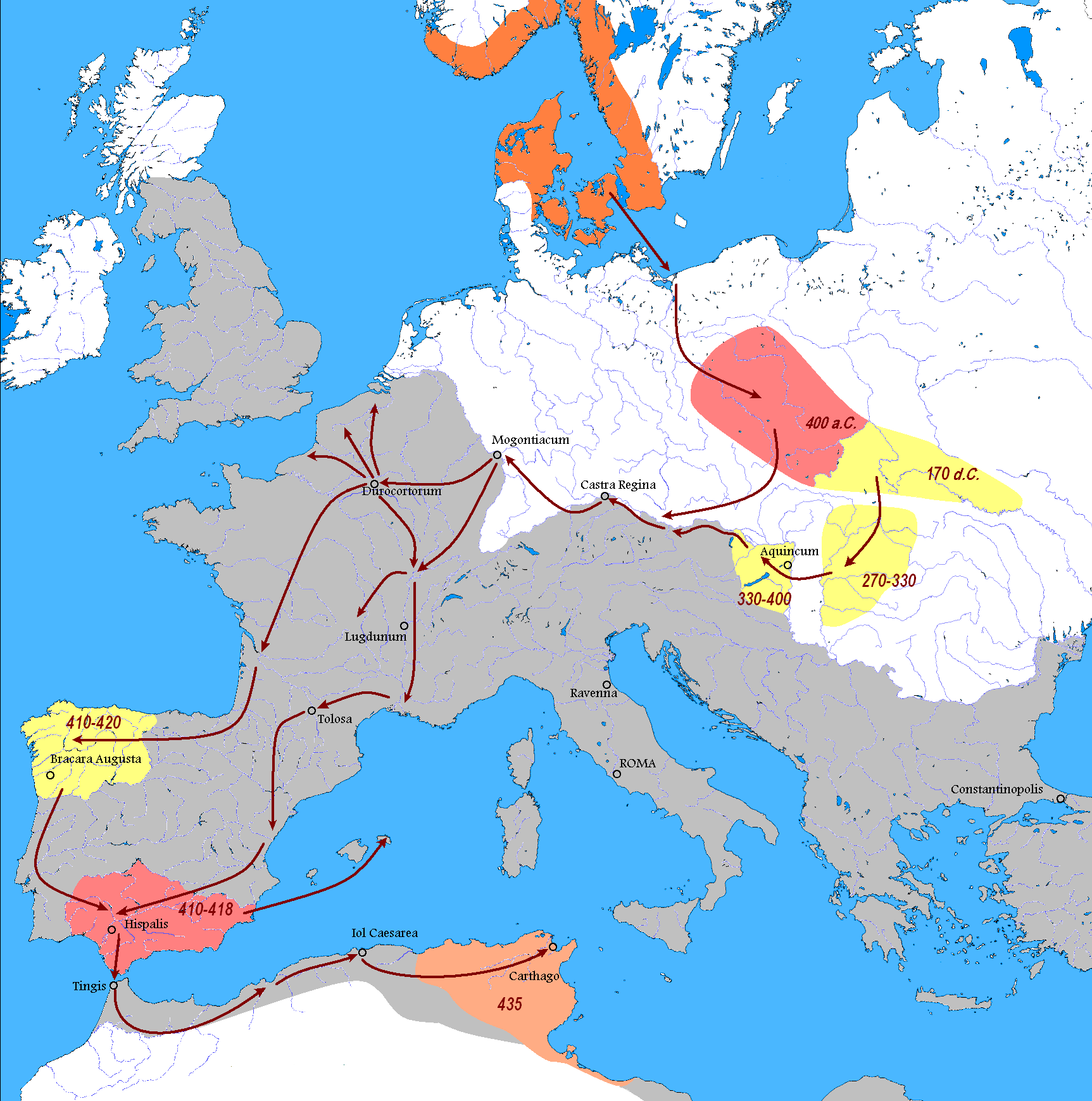
Tutte le tappe migratorie dei Vandali dal 400 a.C. al 435 d.C..

Lotte politiche a Ravenna distrassero parzialmente il governo centrale dalla lotta contro i Barbari, e di ciò approfittarono i Vandali rafforzati dall'unione con gli Alani. Tra il 425 e il 428 la Spagna meridionale e le Isole Baleari furono oggetto dei saccheggi dei Vandali. La necessità di trovare un insediamento più sicuro dagli attacchi dei Visigoti alleati dei Romani (e forse un presunto tradimento del comes Africae Bonifacio, che secondo fonti del VI secolo avrebbe invitato i Vandali in Africa) spinse i Vandali e gli Alani a migrare ulteriormente nel Nord Africa tra il 429 e il 430. Nel 429 i Vandali, condotti dal nuovo re Genserico, sbarcarono a Tangeri in Mauritania Tingitana e da lì marciarono verso est in direzione di Cartagine, sconfiggendo le forze romane condotte da Bonifacio e minacciando ormai da vicino la Proconsolare e la Byzacena, le province più prospere dell'Impero romano d'Occidente, dalle quali lo Stato ricavava la maggior parte dei proventi. Sant'Agostino morì ottantaseienne mentre i Vandali cingevano d'assedio Ippona, la sua città (presso l'odierna Annaba in Algeria). L'Imperatore d'Oriente Teodosio II inviò tuttavia il generale Aspar in Africa per contenere l'avanzata vandala; la mossa costrinse i Vandali a negoziare: nel 435, con gli accordi di Trigezio, i Vandali ottennero dall'Impero la Mauritania e parte della Numidia, mentre le province più prospere dell'Africa romana erano per il momento salve.
Nel 439, però, Genserico, approfittando delle poche truppe poste a difesa di Cartagine, invase le province di Byzacena e Proconsolare, occupando Cartagine (439). L'invio di una potente flotta nelle acque della Sicilia da parte dell'Imperatore Teodosio II nel tentativo di recuperare Cartagine fu vanificato dall'invasione dei Balcani da parte degli Unni di Attila, che costrinse Teodosio II a richiamare la flotta nei Balcani, non lasciando all'Impero occidentale alcun'altra scelta che negoziare una pace sfavorevole con Genserico. Il trattato di pace del 442 tra l'Impero e i Vandali prevedeva l'assegnazione ai Vandali di Byzacena, Proconsolare e parte della Numidia, in cambio della restituzione ai Romani delle Mauritanie e del resto della Numidia, province però danneggiate da anni di occupazione vandala e che quindi non potevano più fornire un grande gettito fiscale. La perdita di province così prospere (e del loro gettito fiscale) fu un duro colpo per le finanze dell'Impero romano d'Occidente, che trovatosi per questo motivo in serie difficoltà economiche, fu costretto a ridurre gli effettivi dell'esercito essendo il bilancio insufficiente per mantenerlo.
L'occasione per riprendere l'offensiva contro l'Impero per i Vandali giunse nel 455, allorché il nuovo imperatore Petronio Massimo decise di far maritare la principessa Eudossia, figlia di Valentiniano III, con suo figlio Palladio per legittimare la sua ascesa al trono, facendo però infuriare Genserico, il cui figlio Unerico era fidanzato con la stessa Eudossia in base al trattato del 442. I Vandali decisero di reagire con la forza: una flotta vandala sbarcò poco distante da Roma, che, dopo un breve assedio, fu espugnata e saccheggiata. Tra i prigionieri più illustri catturati dai Vandali in quella spedizione spiccarono la vedova e le figlie di Valentiniano oltre al figlio di Ezio. Più o meno nello stesso periodo, grazie alla loro discreta capacità nell'organizzazione delle flotte, i pirati vandali compirono numerose incursioni a fini di saccheggio nel Mediterraneo occidentale e in Italia, conquistando i residui possedimenti romano-occidentali in Africa e la Sicilia, oltre a Sardegna, Corsica e Baleari.

#### Gli Svevi

Legenda: giallo - insediamento iniziale degli Suebi; verde - sfera di influenza sueba al suo apogeo; rosso - regno visigoto; beige - Impero romano d'Occidente.

La partenza dei Vandali per l'Africa aveva lasciato la Spagna libera dai Barbari, fatta eccezione per gli Svevi in Galizia. La scarsa attenzione riservata dal governo centrale alla Spagna, dovuta alle altre diverse minacce esterne sugli altri fronti (Gallia, Africa, Illirico), permise, tuttavia, agli Svevi, sotto la guida del loro re Rechila, di espandersi su gran parte della penisola iberica: tra il 439 e il 441, essi occuparono Merida (capoluogo della Lusitania), Siviglia (441) e le province della Betica e della Cartaginense. L'unica provincia ispanica ancora rimasta sotto il controllo di Roma era la Tarraconense, che tuttavia era infestata dai separatisti Bagaudi. Furono vane le campagne successive di riconquista condotte da Ezio: se le prime due, condotte dai comandanti Asturio (442) e Merobaude (443), avevano come fine il recuperare perlomeno la Tarraconense ai Bagaudi, quella di Vito (446), più ambiziosa, tentò di recuperare la Betica e la Cartaginense, finite in mano sveva, ma, nonostante il sostegno dei Visigoti, l'esercito romano fu annientato dal nemico. Questo fallimento era attribuibile almeno in parte al fatto che Ezio non poteva concentrare tutte le sue forze nella lotta contro gli Svevi vista la minaccia unna. Il regno svevo declinò poi a causa dell'ascesa dei Visigoti in Spagna, che ridussero gli Svevi al possesso della sola Galizia.
Non tutti gli Svevi erano giunti nella Spagna occidentale con i Vandali. Alcuni, con Alamanni, Marcomanni e Senoni, si insediarono nella regione attorno ad Augusta, che da essi prese il nome di Svevia.

### Gallia settentrionale

#### I Franchi

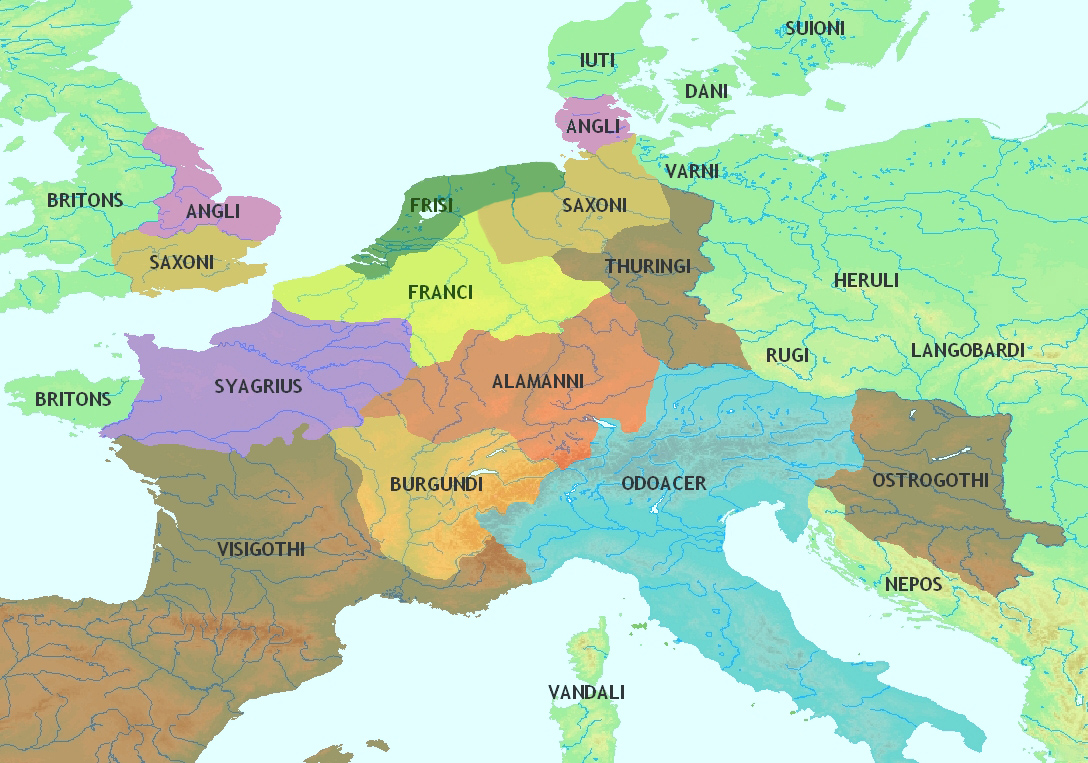
I Franchi ed il loro regno verso la fine del V secolo.

I Franchi erano un gruppo etnico che comprendeva una lega di tribù di varie etnie (Sicambri, Bructeri, Catti, Cherusci, Salii, Camavi.) che, considerate singolarmente erano note ai Romani almeno dal I secolo, mentre come "Franchi" (termine che deriverebbe dalla radice tedesca "frank/frei" col significato di liberi, quindi riferibile alla federazione più che a un epiteto etnico tradizionale) si hanno notizie sul loro conto dalla metà del III secolo, anche se non appare improbabile che le prime federazioni risalissero a un periodo a cavallo tra II e III secolo. Essi, essendo privi di radici comuni, non elaborarono una memoria comunitaria sulle proprie origini (come i Goti o i Longobardi), ma tramandarono semmai un mito riguardo alla casa regnante, col mitico Meroveo. Dopo essersi distinti in numerose scorrerie, soprattutto tra il 274 e il 275, furono fatti stanziare come prigionieri nelle aree spopolate dell'Impero da Diocleziano, quali contadini e all'occorrenza soldati (notevoli erano le capacità militari di questo popolo), soprattutto nell'area della Gallia settentrionale. Già nel IV secolo si conoscono Franchi che fecero carriera nell'esercito romano arrivando anche a cariche di rilievo.
Nel V secolo i Franchi si erano stabilizzati nella Gallia centrale come foederati, incaricati di difendere la frontiera del Reno contro Alani, Suebi e Vandali. Probabilmente non tutte le tribù seguivano univocamente le decisioni generali, per cui nel 440 circa l'esercito imperiale conseguì una vittoria contro alcuni Franchi presso Vicus Helena (vicino all'odierna Arras), che ebbe come conseguenza la formazione di un'enclave franca attorno a Tournai, mentre altri piccoli regni si andavano creando attorno a Treviri. Alcuni Franchi parteciparono come alleati dei Romani contro Attila nella battaglia dei Campi Catalunici del 451.
Con il disfacimento dell'Impero d'Occidente i Franchi si stanziarono con maggiore libertà oltre il Reno, creando due regni principali: i Franchi dell'Ovest, i Salii, nella valle della Schelda tra Cambrai, Arras, Tournous e Tognres, e i Franchi dell'Est, i Ripuari, da "ripa" (del Reno), nella Mosella, presso Treviri, Magonza, Colonia e Metz.
I Salii di re Clodoveo batterono Siagrio, semiribelle all'Impero, nel 486 presso Soissons, che, fuggito, venne riconsegnato ai Franchi dai Visigoti di Alarico II della Gallia del Sud quindi giustiziato. In quel caso i Franchi, una delle popolazioni germaniche meno latinizzate, si fecero paradossalmente fautori della legalità imperiale, rendendo anche sudditanza formale a Zenone di Costantinopoli.

#### I Burgundi

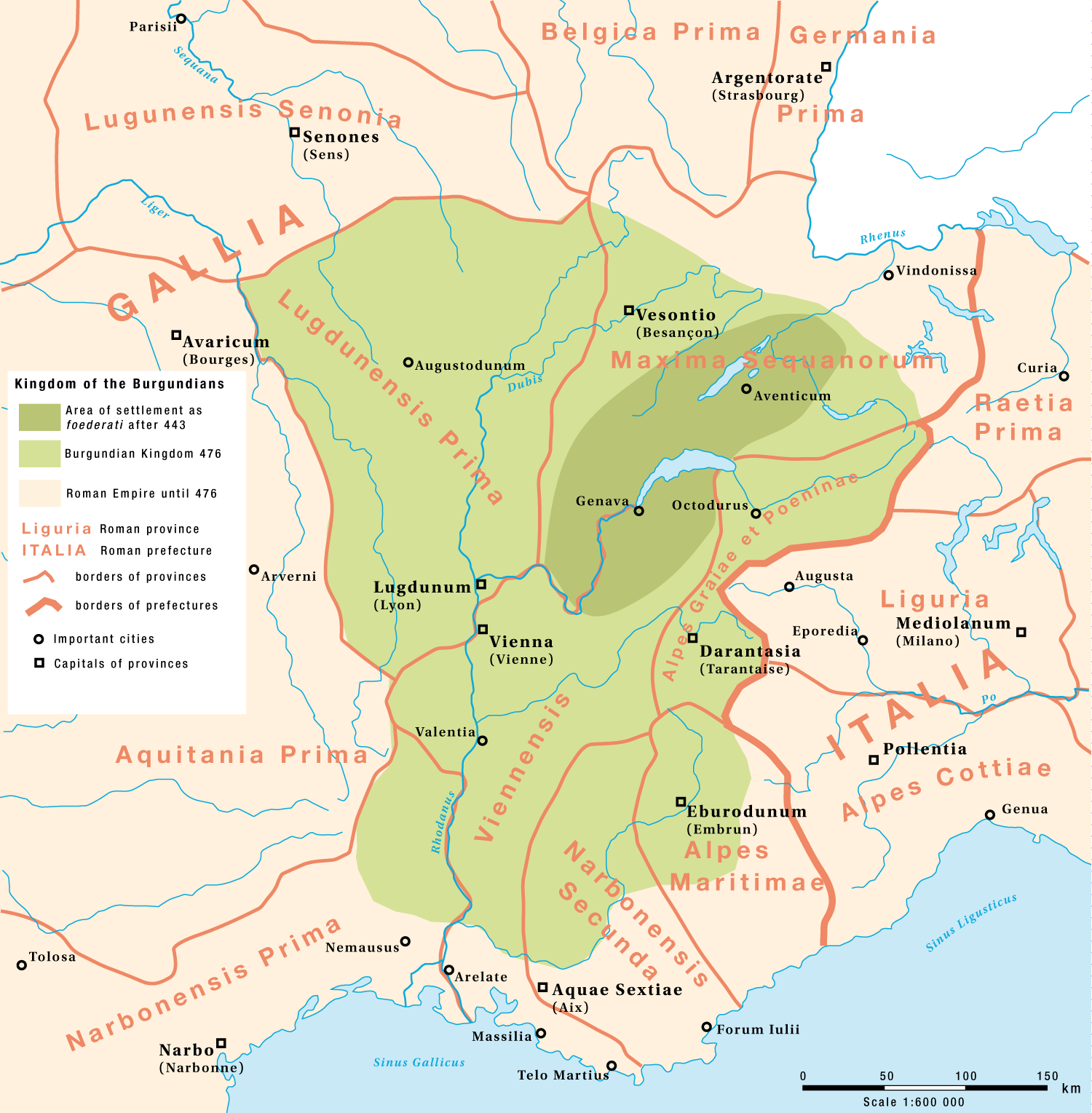
Il regno burgundo nel 476.

I Burgundi nella prima metà del V secolo (411 circa) si erano stabiliti con lo status di foederati tra Meno e Reno. Nel 411, insieme agli Alani, appoggiarono l'usurpazione di Giovino. Il loro regno di Gundahar venne distrutto verso il 436 dagli Unni, allora arruolati da Ezio, ed una traccia dell'avvenimento si trova probabilmente nel Nibelungenlied, celebre saga del XII secolo che metteva per iscritto una lunga tradizione orale, dove re Gunther e la sua stirpe sono eliminati da Attila, re degli unni, come vendetta per aver fatto uccidere l'eroe Sigfrido.
Ezio permise poi (nel 443) ai Burgundi di stanziarsi tra la Saona e il Rodano, in quella che da essi prenderà il nome di Borgogna, per difendere i passi alpini. La politica di Ezio sembra essere stata, in questo frangente, di un «ritiro alla linea che va dalla ... Loira alle... Alpi, con gruppi federati [Alani e Burgundi] insediati lungo quella frontiera per difenderla». I foederati Burgundi aiutarono successivamente, nel 451, Ezio a sconfiggere Attila ai Campi Catalauni, costringendo l'Unno a ritirarsi dalla Gallia. Alla notizia della detronizzazione dell'Imperatore Avito, nel 457 i Burgundi si rivoltarono e si impadronirono di Lione, non riconoscendo come imperatore Maggioriano. La rivolta venne poi sedata da Maggioriano e dal suo generale Egidio l'anno successivo. Successivamente, nel 462, per sedare la rivolta di Egidio, che non aveva riconosciuto il nuovo Imperatore Severo secessionando dall'Impero, Ricimero dovette fare concessioni territoriali importanti a Visigoti e Burgundi per ottenere il loro supporto: ai Visigoti cedette Narbona, mentre per quanto riguarda i Burgundi nominò il loro re, Gundioco, magister militum per Gallias e gli diede in sposa sua sorella, oltre a permettergli di estendere il regno burgundo su Lione e la valle del Rodano. Il loro regno resse fino al 532 quando vennero travolti dai Franchi.

### I Turingi
I Turingi dovevano essere un'etnia simile a Burgundi e Svevi. Entrarono in scena più o meno contemporaneamente alle altre popolazioni germaniche, giungendo al seguito di Attila e formando tra V e VI secolo un regno tra Meno e Elba, che venne assorbito dai Franchi verso il 530.

### I barbari in Britannia: Pitti, Scoti, Caledoni, Frisi, Juti, Angli e Sassoni

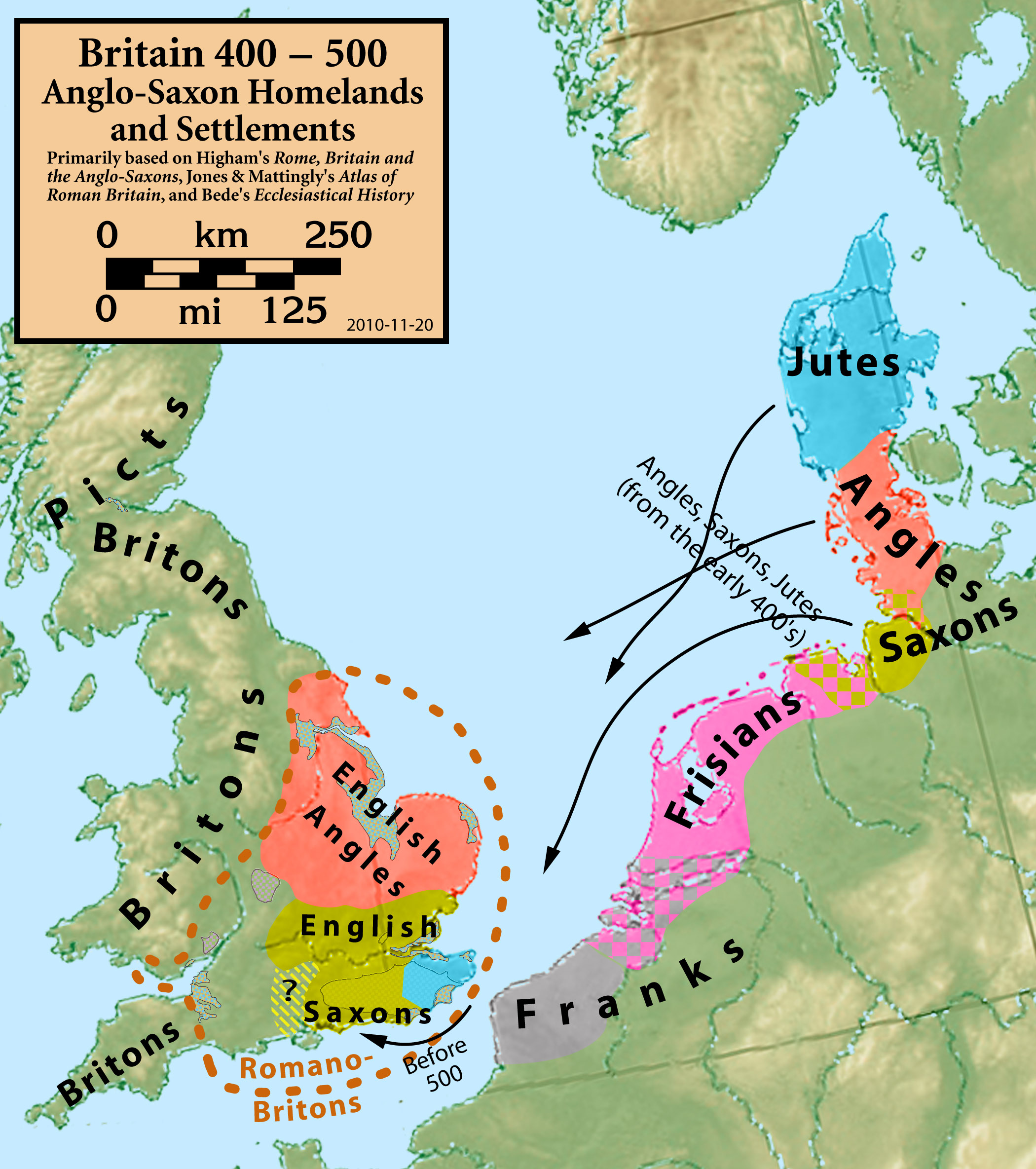
La Britannia nel V secolo al tempo delle invasioni di Angli e Sassoni.

La necessità di difendere la Gallia dai barbari provenienti dalla regione renaica richiese lo spostamento di truppe militari dalla Britannia. Quest'ultima si era difesa dai Pitti, Caledoni e Scoti grazie anche al poderoso Vallo di Adriano, ma a seguito della decisione dell'usurpatore Costantino III di privilegiare la regione della Gallia, fu abbandonata a sé stessa, con il risultato che i Romano-britanni si rivoltarono a Costantino III nel 409, «espellendo i magistrati romani e stabilendo la forma di governo che più gli aggradava»; poco tempo dopo, nel 410, Onorio inviò una lettera alle città britanniche comunicando loro di provvedere autonomamente alle loro difese.
Con la partenza dei presìdi romani, la struttura politica dell'isola si spezzettò in regni formati da gruppi di Britanni spesso in lotta tra loro o in difesa da invasioni da Nord. Dal quinto secolo i re e capi locali cominciarono ad ingaggiare milizie germaniche provenienti dal continente, come i Sassoni, gli Angli ed i Frisi, ai quali si aggiunsero gli Juti dello Jutland (attuale Danimarca), che varcarono il canale della Manica:
(Gildas, Sulla rovina della Britannia.)
Secondo Beda, i Celti chiesero aiuto a Ezio all'epoca del suo terzo consolato (446) o, in alternativa, durante il regno congiunto di Marciano e Valentiniano III (450-455), ma il generale fu costretto a rifiutare per la minaccia unna. Gli invasori occuparono le terre sud-orientali dell'isola principale spingendo le popolazioni celtiche verso nord e ovest, in Caledonia (Scozia), nel Galles, in Cornovaglia e nella Hibernia (Irlanda). Alcuni Celti arrivarono ad attraversare la Manica verso sud, insediandosi nella penisola dell'Armorica, che da questa immigrazione prese il nome di Bretagna.
Gli Angli occuparono la parte centrale e orientale dell'antica Britannia, i Sassoni quella meridionale, mentre gli Juti, in minor numero, si stanziarono nell'estremo lembo sudorientale corrispondente più o meno all'attuale Kent. I Celti, scacciati dalle proprie terre, conservarono a lungo in maniera orale i ricordi della migrazione, che vennero redatti in forma scritta più tardi in poemi in gallese, nei quali si parla degli scontri tra un "dragone rosso" (i Celti) e un "dragone bianco" (gli Anglo-Sassoni). Da queste opere nacque nel XII secolo la leggenda di re Artù, che secondo alcuni potrebbe presentare i tratti di reali personaggi storici (si parla del funzionario romano in Britannia Lucio Arctorio o di un Aurelio Ambrosio).

### Gli Unni

#### Migrazioni degli Unni e impiego come mercenari

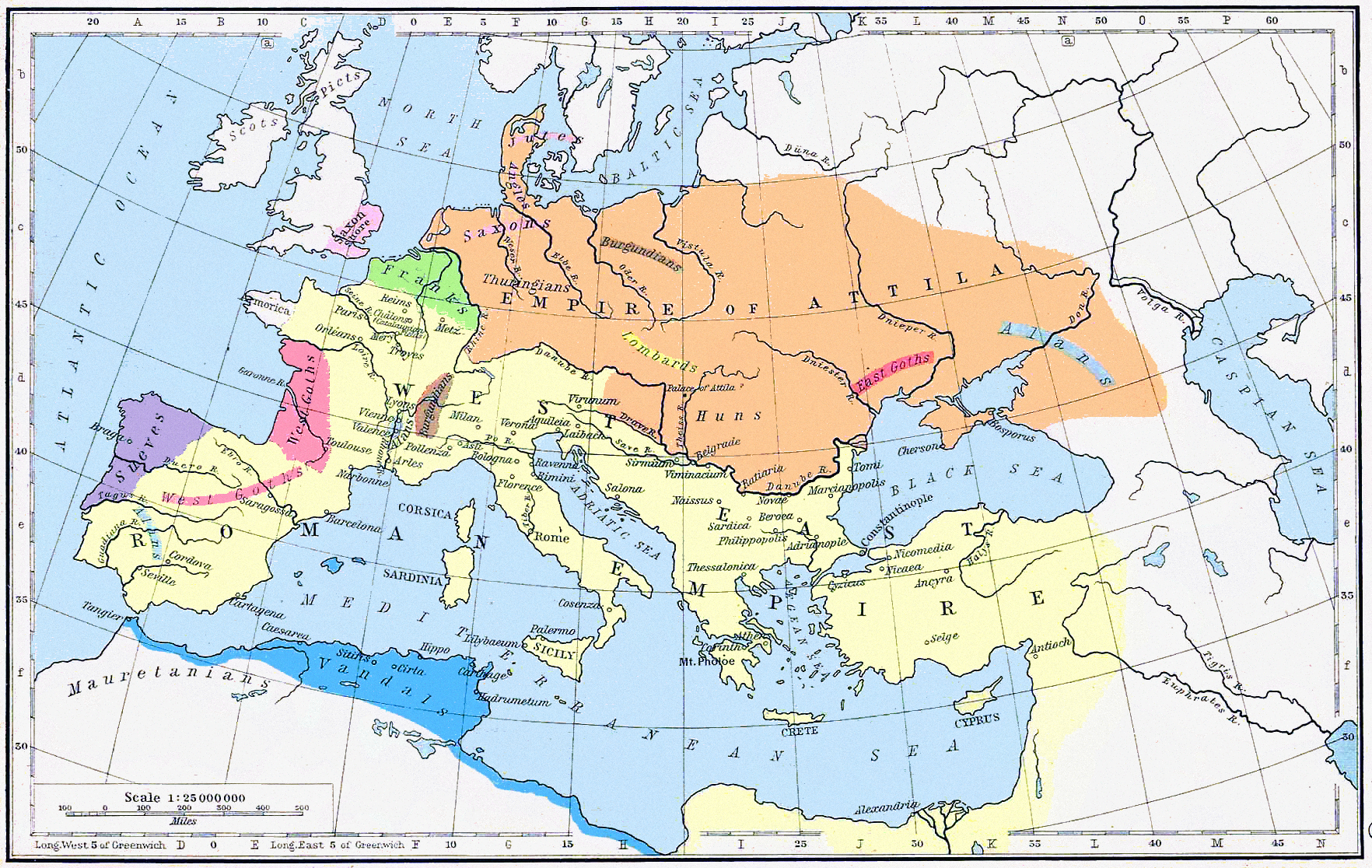
Massima espansione dell'impero unno (arancione chiaro), 451 circa

Gli Unni, originari dell'Asia centrale, arrivarono in Europa nel V secolo. Nel 395 grandi concentrazioni di Unni erano ancora a nord del Mar Nero, da cui partirono in quello stesso anno incursioni che devastarono sia l'Impero romano d'Oriente che la Persia. Fu intorno all'inizio del V secolo che presumibilmente avvenne la migrazione nella grande pianura ungherese: nel 412-413, anno in cui lo storico e ambasciatore Olimpiodoro condusse un'ambasceria presso gli Unni, erano già stanziati lungo il corso medio del Danubio. Probabilmente, secondo la teoria di Heather, fu lo spostamento degli Unni a spingere Radagaiso a invadere l'Italia, Vandali, Alani, Svevi e Burgundi a invadere le Gallie, e Uldino a invadere la Tracia durante la crisi del 405-408. All'epoca dell'ambasceria di Olimpiodoro, gli Unni erano governati da molti re, ma nel giro di vent'anni, probabilmente attraverso lotte violente, il comando fu unificato sotto il comando di un unico re: Attila.
Negli anni 430 furono impiegati come mercenari dal magister militum Ezio per le sue campagne in Gallia, ottenendo, in cambio del loro appoggio, parte della Pannonia; grazie al sostegno degli Unni, Ezio riuscì a vincere nel 436 i Burgundi, massacrati dall'esercito romano-unno di Ezio, ridotti all'obbedienza e insediati come foederati intorno al lago di Ginevra; gli Unni risultarono poi decisivi anche nella repressione della rivolta dei bagaudi in Armorica e nelle vittorie contro i Visigoti ad Arelate, e a Narbona, grazie alle quali nel 439 i Visigoti accettarono la pace alle stesse condizioni del 418. La scelta di Ezio di impiegare gli Unni trovò però l'opposizione di taluni, come il vescovo Salviano di Marsiglia, autore del De gubernatione dei ("Il governo di Dio"), secondo cui l'impiego dei pagani Unni contro i cristiani (seppur ariani) Visigoti non avrebbe fatto altro che provocare la perdita della protezione di Dio, perché i Romani «avevano avuto la presunzione di riporre la loro speranza negli Unni, essi invece che in Dio». Si narra che nel 439 Litorio, arrivato ormai alle porte della capitale visigota Tolosa, che intendeva conquistare annientando completamente i Visigoti, permettesse agli Unni di compiere sacrifici alle loro divinità e di predire il futuro attraverso la scapulimanzia, suscitando lo sdegno e la condanna di scrittori cristiani come Prospero Tirone e Salviano, che si lamentarono anche per i saccheggi degli Unni contro gli stessi cittadini che erano tenuti a difendere. Litorio poi perse la battaglia decisiva contro i Visigoti e fu giustiziato. Secondo Salviano, la sconfitta degli arroganti Romani, adoratori degli Unni, contro i pazienti goti, timorati di Dio, oltre a costituire una giusta punizione per Litorio, confermava il passo del Nuovo Testamento, secondo cui «chiunque si esalta sarà umiliato, e chiunque si umilia sarà esaltato.»

#### Campagne balcaniche di Attila

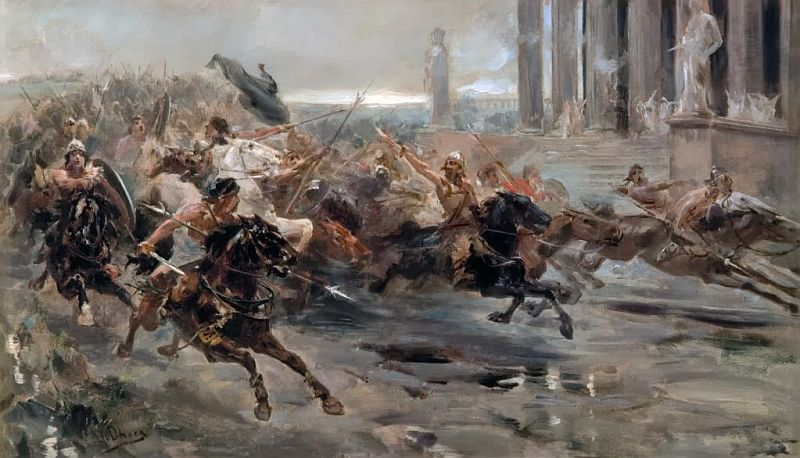
Gli Unni all'attacco.

La situazione cambiò drasticamente quando a capo degli Unni salì Attila nel 445, la cui ferocia è rimasta leggendaria. Questi, già nel 441-442, quando condivideva ancora il governo con il fratello Bleda, attaccò i territori dell'Impero romano d'Oriente approfittando dello sguarnimento del fronte danubiano dovuto all'invio di una potente flotta da parte dell'Impero d'Oriente nel tentativo di recuperare Cartagine ai Vandali. Gli Unni espugnarono rapidamente Vidimacium, Margus e Naissus, costringendo l'Impero d'Oriente a rinunciare alla guerra contro i Vandali, richiamando la flotta, e poco tempo dopo, a comprare la pace accettando di pagare un tributo di entità non precisata dalle fonti, ma che Heather congettura fosse di 1400 libbre d'oro all'anno. Teodosio II, però, ritornata la flotta, smise di pagare il tributo agli Unni, nella speranza che con i Balcani non sguarniti di truppe e con il potenziamento delle difese, sarebbe riuscito a respingere gli attacchi unni. Quando gli arretrati raggiunsero le 6000 libbre d'oro, nel 447, Attila protestò, e al rifiuto dell'Imperatore di sborsare le 6000 libbre d'oro in questione, il re unno reagì con la guerra. Nell'invasione del 447, Attila sconfisse più volte gli eserciti romano-orientali, non riuscendo ad espugnare Costantinopoli, ma devastando gli interi Balcani Orientali e costringendo l'Impero romano d'Oriente ad accettare una pace umiliante:
(Prisco, Storie.)
Inoltre l'Impero d'Oriente dovette evacuare la zona a sud del Dabubio «larga cinque giorni di viaggio».

#### Campagne occidentali di Attila

Carta storica che descrive l'invasione della Gallia da parte degli Unni nel 451 d.C., e la battaglia dei Campi Catalaunici. Sono mostrati i probabili itinerari, e le città conquistate o risparmiate dagli Unni.

Onoria, sorella di Valentiniano, nella primavera del 450 aveva inviato al re degli Unni una richiesta d'aiuto, insieme al proprio anello, perché voleva sottrarsi all'obbligo di fidanzamento con un senatore: la sua non era una proposta di matrimonio, ma Attila interpretò il messaggio in questo senso, ed accettò pretendendo in dote metà dell'Impero d'Occidente. Quando Valentiniano scoprì l'intrigo, fu solo l'intervento della madre Galla Placidia a convincerlo a mandare in esilio, piuttosto che ad uccidere Onoria, e ad inviare un messaggio ad Attila, in cui disconosceva assolutamente la legittimità della presunta proposta matrimoniale. Attila, per nulla persuaso, inviò un'ambasciata a Ravenna per affermare che Onoria non aveva alcuna colpa, che la proposta era valida dal punto di vista legale e che sarebbe venuto per esigere ciò che era un suo diritto.
Forte di un esercito che contava tra i 300 000 e i 700 000 uomini, il più grande in Europa da duecento anni a quella parte, Attila attraversò la Gallia settentrionale provocando morte e distruzione. Conquistò molte delle grandi città europee, tra cui Reims, Strasburgo, Treviri, Colonia, ma fu sconfitto contro le armate dei Visigoti, dei Franchi e dei Burgundi comandati dal generale Flavio Ezio nella Battaglia dei Campi Catalaunici.

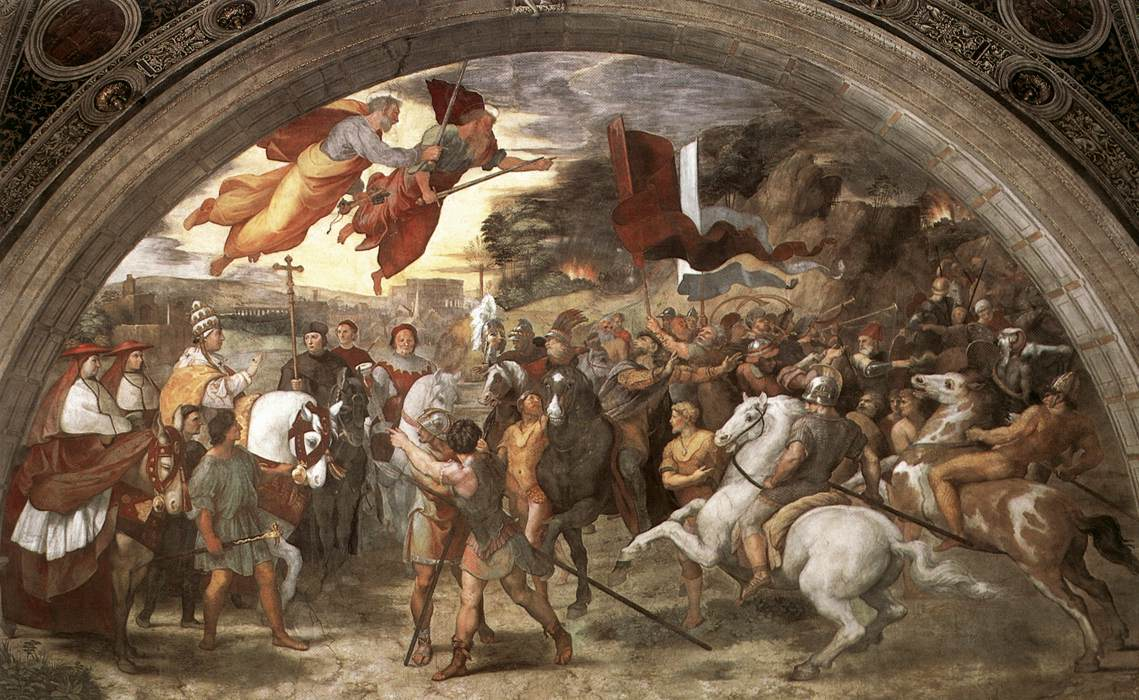
Incontro tra Leone il Grande e Attila, Affresco, 1514, Stanza di Eliodoro, Palazzi Pontifici, Vaticano. L'affresco fu completato durante il pontificato di Leone X (papa dal 1513 al 1521). Secondo la leggenda, la miracolosa apparizione dei Santi Pietro e Paolo armati con spade durante l'incontro tra Papa Leone e Attila (452) avrebbe spinto il re degli Unni a ritirarsi, rinunciando al sacco di Roma.

Attila tornò in Italia nel 452 per reclamare nuovamente le sue nozze con Onoria. Attila cinse d'assedio per tre mesi Aquileia, e, secondo la leggenda, proprio mentre era sul punto di ritirarsi, da una torre delle mura si levò in volo una cicogna bianca che abbandonò la città con il piccolo sul dorso; il superstizioso Attila a quella vista ordinò al suo esercito di rimanere: poco dopo crollò la parte delle mura dove si trovava la torre lasciata dalla cicogna. Attila conquistò poi Milano e si stabilì per qualche tempo nel palazzo reale. Famoso è rimasto il modo singolare con cui affermò la propria superiorità su Roma: nel palazzo reale c'era un dipinto in cui erano raffigurati i Cesari seduti in trono e ai loro piedi i principi sciti. Attila, colpito dal dipinto, lo fece modificare: i Cesari vennero raffigurati nell'atto di vuotare supplici borse d'oro davanti al trono dello stesso Attila. Attila si fermò finalmente sul Po, dove incontrò un'ambasciata formata dal prefetto Trigezio, il console Avienno e papa Leone I (la leggenda vuole che proprio il papa abbia fermato Attila mostrandogli il crocifisso). Dopo l'incontro Attila tornò indietro con le sue truppe senza pretese né sulla mano di Onoria, né sulle terre in precedenza reclamate. Sono state date diverse interpretazioni della sua azione. La fame e le malattie che accompagnavano la sua invasione potrebbero aver ridotto la sua armata allo stremo, oppure le truppe che Marciano mandò oltre il Danubio potrebbero avergli dato ragione di retrocedere, o forse entrambe le cose sono concausali alla sua ritirata. La "favola che è stata rappresentata dalla matita di Raffaello e dallo scalpello di Algardi" (come l'ha chiamata Edward Gibbon) di Prospero di Aquitania dice che il papa, aiutato da Pietro apostolo e Paolo di Tarso, lo convinse a girare al largo della città. Vari storici hanno supposto che l'ambasciata portasse un'ingente quantità d'oro al leader unno e che lo abbia persuaso ad abbandonare la sua campagna, e questo sarebbe stato perfettamente in accordo con la linea politica generalmente seguita da Attila, cioè di chiedere un riscatto per evitare le incursioni unne nei territori minacciati.
Quali che fossero le sue ragioni, Attila lasciò l'Italia e ritornò al suo palazzo attraverso il Danubio. Da lì pianificò di attaccare nuovamente Costantinopoli e reclamare il tributo che Marciano aveva tagliato. Comunque, morì nei primi mesi del 453; la tradizione, secondo Prisco, dice che la notte dopo un banchetto che celebrava il suo ultimo matrimonio (con una gota di nome Krimhilda, poi abbreviato con Ildiko), egli ebbe una copiosa epistassi e morì soffocato. I suoi guerrieri, dopo aver scoperto la sua morte, si tagliarono i capelli e si sfregiarono con le loro spade in segno di lutto così che, dice Giordane, "il più grande di tutti i guerrieri dovette essere pianto senza lamenti femminili e senza lacrime, ma con il sangue degli uomini".

#### Collasso del suo impero
Dopo il suo decesso, l'Impero unno si disgregò rapidamente a causa dell'incapacità dei successori di Attila di reprimere le rivolte per l'indipendenza dei sudditi degli Unni, portando alla rapida caduta dell'Impero unno. Il primo gruppo ad ottenere l'indipendenza fu quello dei Gepidi di re Arderico, che, approfittando di una lotta per la successione tra i tre figli di Attila (Dengizich, Ellac ed Ernac), colsero l'occasione per rivoltarsi, riuscendo a sconfiggere nel 453-454 l'esercito unno inviato per sopprimere la rivolta presso il fiume Nedao, costringendo gli Unni a riconoscere loro l'indipendenza. Giordane scrisse che con questa vittoria Arderico «liberò non solo la sua tribù, ma anche tutti gli altri popoli oppressi» dal giogo degli Unni, ma sembra che Giordane abbia semplificato troppo la vicenda e che in realtà le lotte per l'indipendenza dei vari popoli durarono parecchi anni: infatti, la battaglia del fiume Nedao avvenne nel 453/454, ma l'Impero unno collassò definitivamente solo nel 468. Negli anni successivi tutti gli altri gruppi (come Sciri, Rugi, Eruli, Longobardi, Ostrogoti) ottennero gradualmente l'indipendenza dagli Unni, e nel 468 gli Unni persero definitivamente la propria indipendenza, finendo per essere arruolati come mercenari dall'Impero romano d'Oriente.

### Ex sudditi degli Unni

#### Gli Eruli
A partire dal 465 circa, collassato l'Impero unno, Sciri, Rugi e altri gruppi germanici, un tempo sudditi degli Unni, migrarono in Italia, dove vennero reclutati nell'esercito romano come mercenari dal generale romano di origini barbariche Ricimero. La vita di san Severino narra che, durante il suo viaggio in Italia, Odoacre si fermò nel Norico e incontrò Severino il quale gli predisse il suo successo.
La pesante crisi sofferta dall'Impero romano d'Occidente culminò con la rivolta dei mercenari barbari presenti in Italia, che, sotto la guida di Odoacre, sconfissero le ultime truppe romane a Piacenza, ne uccisero il magister militum Oreste e deposero il di lui figlio, ultimo Imperatore romano d'Occidente. Odoacre, infatti, era re degli Eruli, e mise definitivamente fine all'esistenza dell'Impero d'Occidente, ormai limitato ad Italia e Norico, deponendo il giovane imperatore Romolo Augusto (476) e rispedendo le insegne imperiali a Costantinopoli da Zenone, che ringraziò conferendogli il titolo di "patrizio" e concedendogli il governo dell'Italia, che Odoacre tenne fino al 493, quando venne sconfitto dagli Ostrogoti di Teodorico. L'evento della deposizione fu un evento che non destò grande scalpore tra i contemporanei, ma che è stato poi scelto dagli storiografi come evento culminante che convenzionalmente separa l'Evo Antico dal Medioevo.
Con la caduta dell'Impero romano d'Occidente molte tribù germaniche si riversarono nei suoi territori, andando a costituire i cosiddetti regni romano-germanici.

#### Gli Ostrogoti
Gli Ostrogoti erano un gruppo di Goti sudditi degli Unni. Giordane scrisse che tutti i Goti (cioè gli Ostrogoti) che non avevano chiesto ospitalità all'Impero d'Oriente nel 376 e che erano finiti sotto l'egemonia degli Unni furono per lungo tempo governati dal Casato degli Amali, ma per alcuni studiosi, questa sua affermazione è di dubbia attendibilità: la sua fonte, la storia gotica di Cassiodoro, era una sorta di storia celebrativa delle gesta degli Ostrogoti e del Casato degli Amali, per cui potrebbe aver distorto, accentuandola di parecchio, l'effettiva importanza del Casato degli Amali, a cui Teodorico, il commissionatore dell'opera, apparteneva. In effetti, lo stesso Giordane scrive che, prima dell'ascesa al potere di Valamer Amal, zio di Teodorico, i Goti non erano affatto governati dagli Amali, e narra delle imprese di un non ben precisato re Balamber, che avrebbe sconfitto diversi capi tribali goti. Heather ha ipotizzato che questo Balamber vada identificato con Valamer, in quanto Valamer e Balam(b) er in greco si scrivono allo stesso modo, e dunque la sua "scissione" in due personaggi distinti sarebbe stata una svista di Giordane. Secondo Heather, quindi, solo in seguito alle gesta belliche di Valamer, la dinastia degli Amali riuscì a unificare sotto il suo controllo diversi gruppi distinti di Goti, sconfiggendo i loro capi tribali; secondo lo stesso Heather, queste lotte per l'unificazione del comando sotto un unico re avvenuta tra gli Ostrogoti, sarebbe da datare in seguito al decesso di Attila, perché il re unno era troppo intelligente e carismatico per permettere un processo che rischiava di minare l'egemonia unna.
Una volta unificati sotto il comando di Valamer, gli Ostrogoti sconfissero in battaglia gli Suebi, i quali, allora, sobillarono altri gruppi barbari, come ad esempio gli Sciri, contro gli Ostrogoti: gli Sciri riuscirono a uccidere in battaglia Valamer, ma gli Ostrogoti riuscirono comunque a vendicare l'uccisione del loro re sconfiggendoli e sottomettendoli. Gli Svevi, gli Sciri superstiti, i Rugi, i Gepidi, i Sarmati e altri gruppi di barbari, a questo punto, si coalizzarono tra di loro per cercare di contrastare l'egemonia degli Ostrogoti, ma vennero anch'essi sconfitti dagli Ostrogoti in una battaglia combattuta presso il fiume Bolia. Nel corso di queste lotte per l'egemonia nella zona, gli Ostrogoti combatterono anche contro gli Unni, uscendone vincitori; l'aumento della potenza degli Ostrogoti e l'indebolimento degli Unni è esemplificato dagli obiettivi degli Unni nelle due campagne: se la prima volta gli Unni erano intenzionati a scontrarsi con gli Ostrogoti per sottometterli nuovamente sotto il loro giogo, nella seconda campagna, avvenuta anni dopo, cercarono semplicemente di arrestare il processo di espansione degli Ostrogoti.
In seguito al collasso dell'Impero unno, nel 454 gli Ostrogoti ottennero in concessione dall'Imperatore Marciano il permesso di occupare la Pannonia settentrionale in qualità di Foederati. Alcuni anni dopo, tuttavia, furono provocati dall'Imperatore Leone I, che rifiutò di pagare loro il tributo annuale di 100 libbre d'oro che Marciano aveva garantito loro; per rappresaglia, gli Ostrogoti devastarono le province illiriche, espugnando Dyracchium. Nel 461 fu firmata la pace tra Ostrogoti e Impero d'Oriente, con il rinnovo del tributo annuale e l'invio come ostaggio di Teodorico Amalo, figlio del re ostrogoto Teodomiro, a Costantinopoli.
In seguito al rafforzamento del potere ostrogoto sotto la conduzione di Teodomiro, Leone I ritenne opportuno rafforzare i legami con gli Ostrogoti e concesse a Teodorico di ritornare presso il suo popolo. Teodorico succedette a Teodomiro nel 471, ed entro il 475 trasferì la propria nazione dalla Pannonia al loro nuovo insediamento in Mesia Inferiore, le stesse regioni che erano state occupate dai Visigoti di Alarico all'inizio del regno di Arcadio. Nel frattempo vi fu una rivolta delle truppe ostrogote arruolate nell'esercito romano-orientale, che acclamarono re il loro comandante, Teodorico Strabone, e inviarono un'ambasceria presso Leone, chiedendo che il loro capo fosse nominato magister militum praesentalis, in sostituzione di Aspar, e la concessione di nuove terre in Tracia per le sue truppe. L'Imperatore si mostrò disposto ad accettare la nomina a magister militum ma non le altre richieste; Teodorico Strabone, per rappresaglia, devastò il territorio di Filippopoli e si impadronì di Arcadiopoli ottenendo la sua resa per fame. La devastazione della Tracia spinse Leone a negoziare: accettò di pagare uno stripendio annuale di 2000 libbre d'oro ai Goti e a concedere loro di insediarsi in un distretto della Tracia, nominando inoltre Teodorico Strabone magister militum praesentalis, che ricevette l'incarico di combattere per l'Imperatore tutti i nemici tranne i Vandali, e tra i nemici probabilmente erano inclusi i Goti di Teodorico; fu inoltre riconosciuto come re dei Goti.
Nei conflitti interni che succedettero al decesso di Leone, Teodorico Strabone prese le parti dell'usurpatore Basilisco, mentre l'Imperatore legittimo Zenone fu sostenuto da Teodorico. Dopo essersi ripreso il trono usurpatogli da Basilisco, Zenone privò Teodorico Strabone della sua carica di generale nominando come suo successore Teodorico; quest'ultimo ricevette inoltre la carica di patrizio, e la conferma imperiale del possesso delle terre che il suo popolo aveva occupato nella Mesia Inferiore, oltre alla promessa di uno stipendio annuale. Ben presto fu evidente che la politica dell'Imperatore Zenone era quella di mettere Teodorico Strabone e Teodorico re degli Ostrogoti l'uno contro l'altro. Nei tre anni successivi (477-479), le relazioni tra l'Imperatore e i due rivali cambiarono di continuo: in una prima fase Zenone e Teodorico erano alleati contro Teodorico Strabone; nella seconda fase i due generali goti unirono le forze contro Zenone; nella terza fase Teodorico Strabone e Zenone cooperarono contro Teodorico.
La prima fase ebbe inizio allorché Teodorico Strabone inviò un'ambasceria per riconciliarsi con l'Imperatore: l'ambasceria rammentò a Zenone dei danni cagionati da Teodorico Amalo all'Impero, che, nonostante ciò, fu ricompensato con i titoli di generale romano e di amico dello Stato. Zenone convocò il senato, e si giunse alla conclusione che era impossibile finanziare entrambi i generali e le loro armate, in quanto le finanze pubbliche erano a malapena sufficienti per pagare le truppe romane. Zenone rifiutò la proposta. Nel 478 tuttavia Zenone, resosi conto che Teodorico Strabone stava rafforzando la propria posizione e che Teodorico Amalo non era in grado di neutralizzarlo, decise di negoziare con costui, proponendo che suo figlio dovesse essere inviato a Costantinopoli come ostaggio, e che Teodorico Strabone avrebbe dovuto vivere come individuo privato in Tracia, conservando tutto il bottino accumulato con il saccheggio, ma impegnandosi a non saccheggiare più. La proposta fu rifiutata, con il pretesto che gli era impossibile ritirarsi senza pagare le truppe al suo servizio. Zenone optò per la guerra, ma il generale Martiniano, chiamato alla guida dell'esercito al posto del cognato Illo, non ottenne successi contro i Goti e non riuscì a mantenere la disciplina nel proprio esercito. Zenone inviò quindi un'ambasceria a Teodorico Amalo ordinandogli, essendo un generale romano, di marciare contro il nemico; Teodorico rispose che l'Imperatore e il Senato avrebbero dovuto giurare che non avrebbero mai negoziato con Teodorico Strabone. I senatori giurarono ciò a patto di non contravvenire ai desideri dell'Imperatore, mentre Zenone giurò che non avrebbe violato i patti a meno che non fossero stati prima violati da Teodorico.
Teodorico si mosse verso sud. Il magister militum per Thraciam avrebbe dovuto ricongiungersi con lui con 2 000 cavalieri e 10 000 opliti a un passo del Monte Sondis; quando giunse in Tracia, un'altra armata doveva unirsi a lui ad Adrianopoli, consistente in 20 000 fanti e 6 000 cavalieri; inoltre, se necessario Eraclea sulla Propontide e le città limitrofe erano disposte a fornire ulteriori truppe. Ma il magister militum per Thraciam non rispettò i patti, e quando i Goti di Teodorico arrivarono in prossimità degli accampamenti dei Goti di Teodorico Strabone, quest'ultimo raggiunse l'accampamento di Teodorico Amalo e lo rimproverò, dandogli del sempliciotto per non essersi reso conto del piano dei Romani, che desideravano liberarsi di entrambe le due armate gotiche, istigandole alla mutua distruzione, ed erano indifferenti su quale dei due partiti avrebbe vinto. Questa argomentazione convinse i seguaci di Teodorico Amalo e i due schieramenti decisero di allearsi contro Zenone (478).
I due generali ostrogoti inviarono ambasciatori a Costantinopoli. Teodorico Amalo, lamentandosi con Zenone per averlo ingannato con false promesse, richiedeva la concessione di territori al suo popolo, del grano per poter mantenere la sua armata durante la carestia, e minacciò, in caso di mancata accettazione della sua richiesta, il saccheggio dei territori imperiali, in modo da potersi mantenere. Teodorico Strabone richiese il rinnovo del trattato che costui aveva firmato con Leone nel 473, con il pagamento di un tributo. Zenone si preparò alla guerra, informando le sue truppe della sua intenzione di condurre di persona l'esercito. Ciò generò enorme entusiasmo tra i soldati, ma all'ultimo momento Zenone cambiò idea, e le armate minacciarono una rivolta, per prevenire la quale l'esercito fu disgregato e i reggimenti inviati ai loro quartieri invernali. Con il suo esercito sbandato, l'unica risorsa di Zenone era giungere a una pace con Teodorico Strabone. Nel frattempo Teodorico Amalo era impegnato a devastare le regioni della Tracia limitrofe al Monte Rodope, che separa la Tracia dalla Macedonia. Teodorico Strabone accettò la pace e l'alleanza con l'Imperatore a condizione che fosse pagato annualmente con una somma sufficiente a pagare 13 000 soldati; che dovesse essere assunto al comando di due scholae e nominato magister militum praesentalis, e ricevere tutte le dignità che Basilisco gli aveva assegnato; che i suoi connazionali dovessero abitare una città assegnata da Zenone. Zenone accettò l'accordo: Teodorico fu deposto dalla carica di magister militum, e sostituito da Teodorico Strabone (fine del 478).
Teodorico Amalo, minacciato dalle forze superiori di Teodorico Strabone, pur trovandosi in una situazione perigliosa, riuscì comunque a fuggire in Macedonia lungo il Monte Rodope, devastando la città di Stobi. Teodorico Amalo si diresse dunque verso Tessalonica, e la popolazione cittadina, temendo che l'imperatore intendesse consegnare la loro città ai Barbari, si rivoltò trasferendo le chiavi della città dal prefetto del pretorio all'arcivescovo, evidenza del fatto che la popolazione ritenesse i ministri della Chiesa un baluardo contro l'oppressione imperiale. Nel frattempo Zenone inviò Artemidoro e Foca a Teodorico, che riuscirono a persuadere Teodorico a inviare un'ambasceria a Costantinopoli. Teodorico richiese che un inviato plenipotenziario dovesse essere inviato per negoziare con lui. Zenone inviò Adamanzio con l'intento di offrire ai Goti terre a Pautalia e 200 libbre d'oro sufficienti per ottenere cibo sufficiente per quell'anno. Il motivo per cui Zenone scelse Pautalia era che se i Goti avessero accettato l'offerta essi avrebbero occupato una posizione tra le armate illiriche e traci, e sarebbero quindi potuto essere maggiormente controllabili.
Nel frattempo Teodorico, passando per la via Egnazia, era giunto a Heraclea, inviando un messaggio a Sidimundo, un Ostrogoto che era stato al servizio di Leone e che aveva ereditato una tenuta nei pressi di Dyrrhachium. Teodorico lo indusse a tentare di prendere possesso di Dyrrhachium. Per fare ciò, Sidimundo visitò i cittadini individualmente, informandoli che gli Ostrogoti sarebbero venuti con l'assenso di Zenone per prendere possesso della città, e consigliando di trasferire al più presto le loro proprietà in qualche altra città sicura o isola limitrofa. Teodorico, informato che il piano di Sidimundo aveva avuto successo, dopo aver dato alle fiamme una larga porzione di Heraclea in quanto i suoi abitanti non potevano rifornirlo di provviste, procedette lungo la via Egnazia, passando per Licnido, che però riuscì a resistere agli assalti, fino a giungere a Dyrrhachium. Adamanzio nel frattempo inviò un'ambasceria presso Teodorico a Dyrrachium, rimproverando Teodorico per la sua avanzata ostile mentre le negoziazioni erano ancora in corso. Adamanzio, partendo da Tessalonica, e passando per Pella lungo la Via Egnazia, giunse a Edessa, dove informò Sabiniano Magno che era stato nominato magister militum per Illyricum. Nel frattempo, Adamanzio fu informato dal messaggero di ritorno da Teodorico che Adamanzio avrebbe dovuto recarsi personalmente nell'accampamento di Teodorico per il proseguimento delle trattative. Giunti però a Licnido, Sabiniano ebbe difficoltà a giurare di restituire gli ostaggi che Teodorico intendeva inviare come garanzia per la sicurezza personale di Adamanzio; Teodorico, di conseguenza, rifiutò di consegnare gli ostaggi, e Adamanzio rifiutò di visitare Teodorico.
Adamanzio tuttavia alla fine riuscì a incontrare Teodorico. Teodorico Amalo si lamentò per il fatto che, quando l'Imperatore lo assunse per guerreggiare Teodorico Strabone, gli era stato promesso che avrebbe ricevuto rinforzi dal magister militum per Thraciam e da altri generali, promesse non mantenute, e che inoltre le guide fornitegli da Zenone lo avrebbero condotto per vie impervie esponendolo agli attacchi del nemico. L'ambasciatore rispose che, nonostante Zenone lo avesse nominato patrizio e magister militum, due delle cariche più alte dell'Impero, egli per tutta riconoscenza stava assalendo città romane comportandosi come un nemico; rammentò inoltre che gli eserciti romani lo tenevano alla loro mercé, essendo l'esercito goto circondato dalle armate romane, tra i monti e i fiumi della Tracia, e se avessero voluto lo avrebbero annientato senza difficoltà; gli consigliò dunque di assumere un contegno più moderato nei confronti dell'Imperatore, gli intimò di lasciare l'Epiro e di trasferirsi in Dardania, dove vi è un esteso territorio di suolo prospero, disabitato e sufficiente per sostentare il suo popolo. Teodorico, dopo aver fatto notare che i suoi soldati si sarebbero rifiutati, dopo tante fatiche, di lasciare i loro quartieri in Epiro durante l'inverno, promise che se fosse loro concesso di svernare a Dyrrachium sarebbero migrati in Dardania nella primavera successiva; aggiunse inoltre di essere pronto a lasciare gli Ostrogoti non idonei alla guerra in qualunque città indicata da Zenone, e a dare in ostaggio sua madre e sua sorella, e di prendere le armi contro Teodorico Strabone con seimila dei suoi soldati, in alleanza con l'armata illirica; chiedeva in cambio, dopo aver annientato il suo rivale, di succedergli come magister militum e di essere inoltre ricevuto a Costantinopoli come romano; inoltre fece notare che era pronto, nel caso l'Imperatore lo desiderasse, di recarsi in Dalmazia e restaurare Giulio Nepote. Adamanzio non fu in grado di promettere così tante cose; fu necessario inviare un messaggero a Costantinopoli per consultare l'Imperatore.
Nel frattempo le armate si erano radunate a Licnido, comandate da Sabiniano. Fu annunciato al generale che un reggimento di Ostrogoti, condotta da Teodimundo, fratello di Teodorico, stava scendendo dal monte Candaira. Sabiniano decise di attaccarli assalendo l'armata di Teodimundo all'alba; Teodimundo e sua madre fuggirono, distruggendo il ponte dopo averlo attraversato. Questo atto, anche se li salvò, tolse ogni via di fuga ai loro seguaci, che finirono alla mercé dei Romani, che catturarono duemila carri e più di cinquemila prigionieri, oltre a un grande bottino (anno 479).
Nel frattempo l'Imperatore ricevette due messaggi, uno da Adamanzio che gli annunciava le proposte di Teodorico, e l'altra da Sabiniano che esagerava la sua vittoria e lo dissuadeva dal trattare la pace con Teodorico. La guerra sembrò la soluzione più onorevole per Zenone, che rifiutò le proposte di pace di Teodorico, e permise a Sabiniano di continuare la guerra. Per un anno e mezzo Sabiniano riuscì a tenere sotto controllo i Goti in Epiro, ma fu poi ucciso per ordine del suo ingrato signore, e Giovanni Scita e Moschiano furono chiamati a succedergli.
La rivolta di Marciano verso la fine dell'anno 479 aveva fornito a Teodorico Strabone un pretesto per marciare su Costantinopoli per assistere il governo. Dopo aver estorto denaro da Zenone, ricevette due dei cospiratori nel suo accampamento ma rifiutò di consegnarli. Fu quindi ancora una volta privato delle sue dignità e dichiarato un nemico dello Stato. Entrò ancora una volta in alleanza con Teodorico Amalo e devastò la Tracia. Zenone invocò il sostegno dei Bulgari del basso corso del Danubio, ma essi furono sconfitti da Teodorico Strabone, che marciò minacciosamente su Costantinopoli (anno 481). Tuttavia, a salvare la capitale, intervenne l'esercito di Illo, che dispose delle guardie alle porte giusto in tempo. Teodorico Strabone, dopo aver tentato invano di giungere in Bitinia, venendo però sconfitto in una battaglia navale, devastò la Tracia e successivamente la Grecia, con il figlio Recitaco, la moglie e circa 30 000 seguaci. Tuttavia, sulla via Egnazia, perì accidentalmente (anno 481). Recitaco gli succedette, devastando la Tracia, prima di essere ucciso tre anni dopo da Teodorico Amalo, su istigazione di Zenone.
Nel 482 Teodorico devastò le province della Macedonia e della Tessaglia, espugnando la città di Larissa. L'Imperatore decise di firmare un nuovo accordo, con il quale furono concesse agli Ostrogoti parte della Mesia e della Dacia Ripense, e Teodorico fu nominato magister militum (483). Inoltre, nel 484, Teodorico fu nominato console, e assistette Zenone contro il ribelle Illo. In seguito a un nuovo peggioramento dei rapporti con l'Imperatore, Teodorico devastò la Tracia nel 486 e marciò su Costantinopoli nel 487, occupando durante il tragitto le città di Rhegium e di Melanthias. Ma l'intervento di sua sorella, che si trovava alla corte di Zenone, lo spinse a ritirarsi nei suoi quartieri in Mesia, che avrebbe presto abbandonato per sempre. Infatti, gli Ostrogoti migrarono in Italia nell'autunno del 488, in seguito a trattative con Zenone, e la Tracia non dovette più subire le loro incursioni.
Gli Ostrogoti, stanziati nella zona dell'attuale Serbia a seguito della disgregazione degli Unni, furono ingaggiati dall'imperatore d'Oriente Zenone per liberare l'Italia dal dominio di Odoacre. Sotto la guida del loro capo Teodorico, si trasferirono in Italia nel 489 e riuscirono a sconfiggere Odoacre. Teodorico ottenne dall'imperatore Anastasio I il titolo di patricius e il suo popolo ottenne pieni diritti sulle terre occupate.

## Cronologia

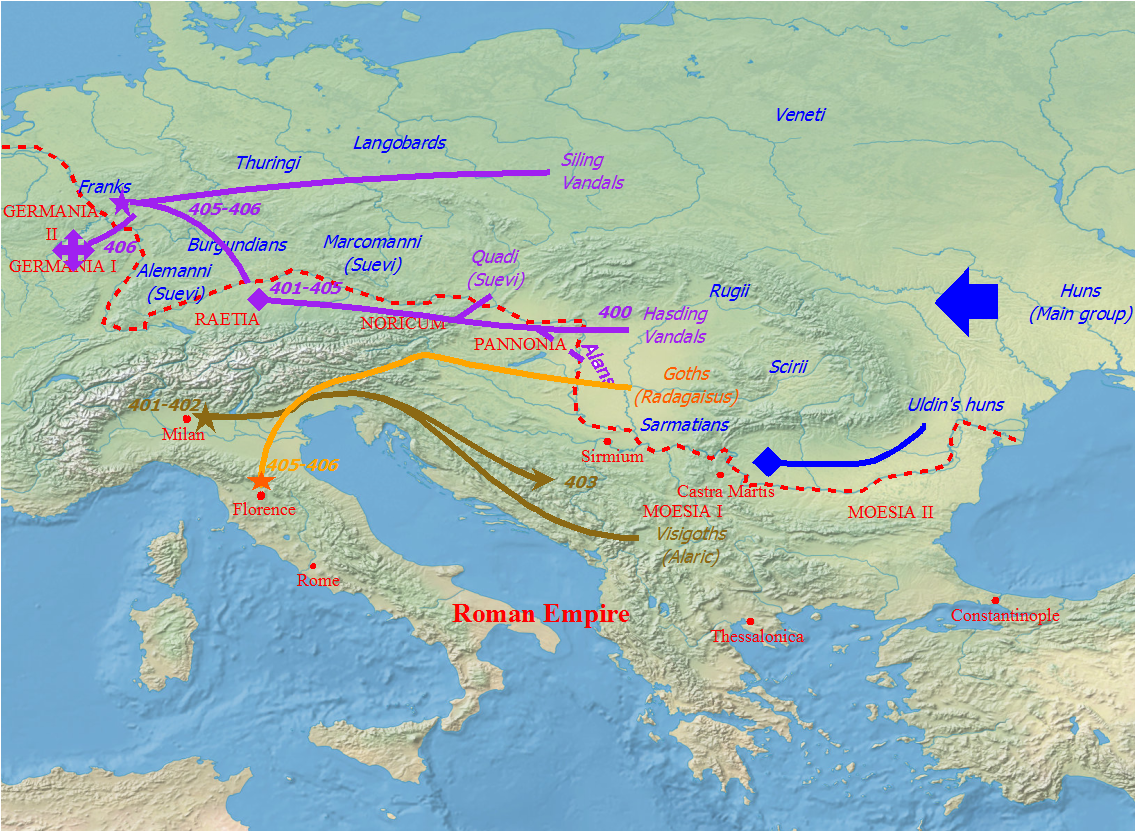
L'Impero romano d'Occidente agli inizi del V secolo e le invasioni barbariche che lo colpirono in quel periodo.

400Il generale goto Gainas, dopo aver sfruttato a proprio vantaggio la rivolta di un altro generale goto, Tribigildo, contro il primo ministro eunuco di Arcadio, Eutropio, per ottenere la destituzione e l'esecuzione di quest'ultimo (399), nel corso di quest'anno marcia in maniera ostile contro Costantinopoli insieme a Tribigildo per ottenere da Arcadio in cambio della pace la destituzione di alcuni funzionari non graditi (Saturnino, Aureliano e Giovanni), e per lui la carica di magister militum praesentalis. Arcadio è costretto ad accettare, esiliando i funzionari non graditi da Gainas, e Gainas diventa per alcuni mesi la personalità più influente alla corte di Arcadio. Il timore che Gainas avesse intenzione di saccheggiare Costantinopoli spinge però la popolazione ad insorgere uccidendo migliaia di Goti presenti in quel momento nella capitale (11 luglio 400) e lo stesso Gainas viene proclamato nemico pubblico da Arcadio. L'Imperatore e il senato affidano la guerra contro Gainas al generale goto Fravitta, che sconfigge definitivamente a dicembre Gainas, sventando con una flotta di liburne, il tentativo da parte di Gainas di attraversare l'Ellesponto per devastare l'Asia. Gainas stesso, nel tentativo di attraversare il Danubio, viene ucciso dagli Unni di re Uldino.
401A gennaio Arcadio riceve a Costantinopoli la testa di Gainas, inviata da Uldino, re degli Unni, che chiede di entrare in alleanza con i Romani; Arcadio accetta l'offerta di alleanza. Alarico, privato della carica di magister militum per Illyricum in seguito alla caduta di Eutropio e alla soppressione della rivolta di Gainas, probabilmente intimorito dalla nuova alleanza dell'Impero d'Oriente con gli Unni di Uldino, decide di abbandonare i territori dell'Impero d'Oriente, con cui disperava di riuscire a raggiungere un nuovo accordo, decidendo invece di invadere i territori della parte occidentale. Sfruttando l'irruzione in Rezia e Norico dei Vandali e di altri barbari (secondo una congettura di JB Bury condotti da Radagaiso), a novembre entra in Italia attraversando le Alpi Giulie e sottomette negli ultimi mesi dell'anno la provincia di Venezia e Istria. Inizia così la Guerra gotica (402-403).
402Occupate le Venezie, Alarico dirige il suo esercito in direzione di Milano, capitale dell'Impero romano d'Occidente, con l'intento di espugnarla. L'Imperatore e la corte imperiale, che si trovavano appunto a Milano, colti dal panico, stavano deliberando di fuggire in Corsica o Sardegna, o fondare una nuova Roma sulle rive della Senna o del Rodano, progettando dunque una fuga nelle Gallie. Stilicone, invece, secondo il suo panegirista Claudiano, si oppone alla fuga e decide di dirigersi in Rezia per respingere le incursioni dei Vandali: era l'inverno del 401-2. Una volta messa al sicuro la Rezia dalle incursioni nemiche, Stilicone parte con le legioni della Rezia alla difesa di Milano, assediata da Alarico: per poter vincere Alarico Stilicone è costretto a sguarnire il Reno e la Britannia di truppe, richiamandole alla difesa dell'Italia. Rinforzato il suo esercito con il reclutamento dei mercenari barbari e con il richiamo di altre truppe dalla Gallia e dalla Britannia, Stilicone riesce ad attraversare i ponti sull'Adda, nonostante fossero caduti in mano gotica, e a raggiungere tempestivamente Milano, assediata da Alarico; il re goto fu così costretto dall'arrivo di Stilicone a levare l'assedio alla capitale d'Occidente (febbraio 402). La battaglia di Pollenzo si combatté il giorno di Pasqua (6 aprile 402) e vide la vittoria di Stilicone, che si impossessa dell'accampamento goto e cattura i familiari di Alarico. Il panegirista di Stilicone, Claudiano, la dipinge come una grande vittoria dei Romani, mentre fonti filogotiche, Cassiodoro e Giordane, la rappresentano come vittoria dei Visigoti; secondo gli studiosi moderni, la battaglia fu sì una vittoria dei Romani, ma non così netta come ci vorrebbe far credere Claudiano, bensì una vittoria di misura. Infatti, a conferma che la vittoria romana a Pollenzo non fu decisiva, questa sconfitta non ferma le ambizioni di Alarico, che si dirige in direzione dell'Etruria. Stilicone allora apre le negoziazioni e riesce a convincere Alarico ad abbandonare la penisola.
403Tuttavia, Alarico, ancora restio alla resa, rimane ai confini dell'Italia, e nel corso del 403, il re visigoto ritorna all'attacco, assediando Verona. Sconfitto da Stilicone e sfuggito a stento alla cattura, Alarico occupa il Brennero ma, decimato dalla fame, l'esercito goto è costretto a negoziare con Stilicone, che concede ai Goti di stanziarsi nei distretti di frontiera tra la Dalmazia e la Pannonia, da dove avrebbe dovuto aiutare Stilicone ad annettere l'Illirico orientale.
405-406Radagaiso, alla testa di un esercito di Goti, invade l'Italia, ma viene sconfitto e ucciso da Stilicone presso Fiesole (23 agosto 406). I suoi soldati in parte vengono reclutati nell'esercito romano, mentre il resto viene ridotto in schiavitù.
406Vandali, Alani e Suebi attraversano il Reno e invadono la Gallia. Secondo Prospero Tirone l'attraversamento avvenne il 31 dicembre 406, ma alcuni studiosi recentemente hanno corretto la data al 31 dicembre 405, sulla base che Prospero Tirone aveva collocato l'invasione nel 406 probabilmente solo per non lasciare vuota la sezione della sua cronaca descrivente gli avvenimenti dell'anno 406. Stilicone stringe un'alleanza con Alarico affinché attacchi l'Impero d'Oriente per costringere Arcadio, imperatore d'Oriente, a cedere all'Impero d'Occidente le diocesi di Dacia e Macedonia. La Britannia si rivolta eleggendo in rapida successione tre usurpatori.
407L'usurpatore di Britannia, Costantino III, invade e si impadronisce della Gallia e della Spagna romana, tentando di fermare l'invasione di Vandali, Alani e Svevi senza troppo successo.
408A causa della rivolta di Costantino III, Stilicone non può raggiungere Alarico in Epiro per combattere, come concordato, contro l'Impero d'Oriente, e Alarico di conseguenza, stufo di aspettare Stilicone, marcia in Norico minacciando l'invasione dell'Italia nel caso non fossero state pagate le 4000 libbre d'oro come arretrati per l'esercito visigoto per tutto il tempo che era stato in Epiro in attesa di Stilicone. Stilicone convince il Senato romano a pagare il compenso ad Alarico, e convince Onorio a utilizzare Alarico per combattere i barbari e gli usurpatori in Gallia, ma prima che si raggiungesse un accordo con il capo dei Visigoti Stilicone viene accusato di tradimento e viene ucciso per ordine di Onorio. La caduta di Stilicone porta Onorio (o meglio i suoi consiglieri) a ordinare che le famiglie dei soldati romani di origine germanica (probabilmente gli ex seguaci di Radagaiso arruolati nell'esercito romano) venissero trucidate e ciò porta ovviamente i soldati di origine barbarica a passare dalla parte di Alarico, portando l'esercito visigoto a 30 000 soldati. Alarico invade l'Italia, assediando Roma una prima volta. Il senato e il popolo romano ottengono il ritiro di Alarico in cambio di 5 000 libbre d'oro, 30 000 libbre d'argento, 4 000 abiti di seta, 3 000 abiti di lana scarlatta e 3 000 libbre di pepe. I barbari si stabilirono temporaneamente in Toscana, venendo raggiunti da schiavi in fuga da Roma, che entrarono nell'esercito visigoto, portandolo a 40 000 soldati.
409Alarico viene raggiunto da suo cognato Ataulfo e da un'orda di Goti provenienti dalla Pannonia, mentre a Ravenna Giovio si impadronisce del controllo del governo facendo le veci dell'imbelle Onorio e avvia negoziazioni con i Visigoti. Le richieste di Alarico erano un tributo annuale in oro e in grano, e lo stanziamento dei Visigoti in Norico, Pannonia e nelle Venezie; Giovio inviò le richieste di Alarico per iscritto all'Imperatore, suggerendogli inoltre di nominare Alarico magister militum, nella speranza che ciò sarebbe bastato per convincere Alarico ad accettare la pace a condizioni meno gravose per lo Stato romano. Onorio rifiutò di nominare Alarico magister militum, al che Alarico, sentendosi insultato, ruppe ogni trattativa e si diresse di nuovo verso Roma. Essendo la situazione ormai disperata, l'Imperatore chiese agli Unni di inviare 10 000 loro guerrieri come ausiliari nella guerra contro Alarico. Nel frattempo, però, Alarico cambiò idea, fermandosi nella sua avanzata verso Roma, e inviando ambasciatori a Ravenna per negoziare una nuova pace a condizioni più moderate delle precedenti: in cambio di un modesto tributo in grano e lo stanziamento dei Visigoti nella poco prospera provincia del Norico, Alarico avrebbe accettato la pace con lo Stato romano. Anche questa volta le richieste di Alarico vennero respinte, e il re dei Visigoti fu dunque costretto ad assediare per la seconda volta Roma (409). Nel frattempo (409), mentre i Burgundi si stanziarono sulla riva sinistra del Reno per dare vita a un loro regno, le incursioni compiute dagli invasori barbari in Gallia spinsero gli abitanti della Britannia e dell'Armorica a rivoltarsi a Costantino III, cacciando i magistrati romani e formando un loro governo autonomo. Il figlio dell'usurpatore Costantino III, il Cesare Costante, nel frattempo, aveva lasciato incautamente il generale Geronzio in Spagna con le truppe galliche affidandogli il compito di sorvegliare i Pirenei, sostituendo dunque con truppe di origini barbariche (gli Honoriaci) i presidi locali che un tempo sorvegliavano i passi. Quando dunque Costante ritornò in Spagna per la seconda volta per governarla come Cesare, Geronzio per brame di potere si rivoltò proclamando a sua volta imperatore un tale Massimo. Sembra inoltre aver incitato i barbari che erano in Gallia ad invadere la Gallia meridionale in modo da tenere occupato Costantino III; tale tentativo di sfruttare i barbari per vincere la guerra civile contro Costantino III risultò tuttavia controproducente e negli ultimi mesi del 409 i Vandali, gli Alani e Svevi, a causa del tradimento o della negligenza dei reggimenti Honoriaci a presidio dei Pirenei, entrarono in Spagna, sottomettendola per la massima parte. Nel frattempo, in Italia, Alarico assedia Roma per la seconda volta costringendo il senato romano ad eleggere un imperatore fantoccio dei Visigoti, Prisco Attalo.

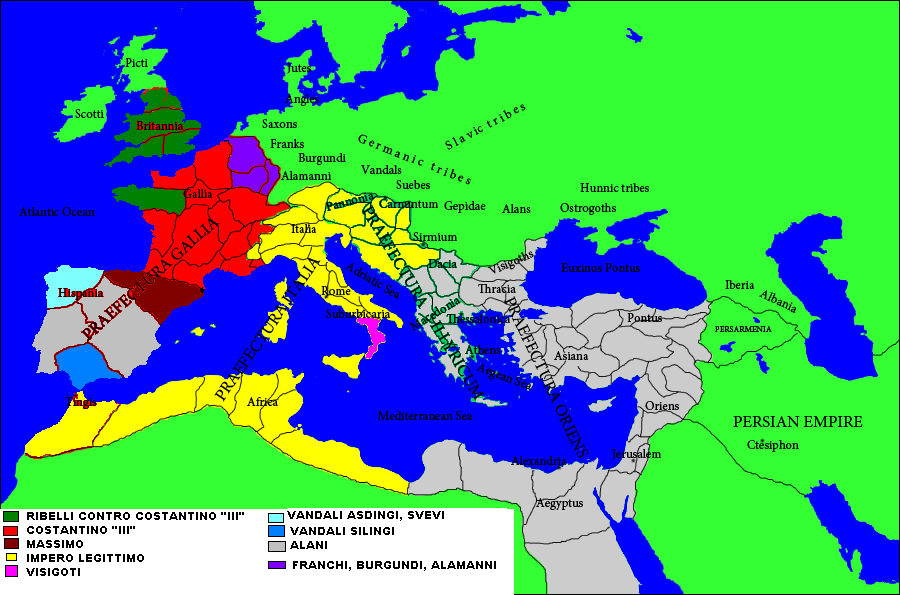
L'Impero romano d'Occidente nel 410 immediatamente dopo il sacco di Roma:
Impero d'Occidente (Onorio).
Area controllata da Costantino III (usurpatore).
Aree in rivolta.
Franchi, Alamanni, Burgundi.
Area controllata da Massimo (usurpatore).
Vandali Silingi.
Vandali Asdingi e Suebi.
Alani.
Visigoti.

     Impero d'Occidente (Onorio).
     Area controllata da Costantino III (usurpatore).
     Aree in rivolta.
     Franchi, Alamanni, Burgundi.
     Area controllata da Massimo (usurpatore).
     Vandali Silingi.
     Vandali Asdingi e Suebi.
     Alani.
     Visigoti.
410Attalo e Alarico tentano di impadronirsi dell'Africa e di assediare Ravenna per detronizzare Onorio, ma invano. Alarico, inoltre, avendone abbastanza dei tentennamenti di Attalo, condusse Attalo a Rimini e qui lo privò del trono, spogliandolo di diadema e porpora che inviò all'Imperatore Onorio. Alarico tentò di negoziare di nuovo un accordo con Roma, ma viene aggredito dalle truppe ausiliarie al comando del visigoto Saro, e, furente, torna ad assediare Roma (410). Avvenne così il Sacco di Roma (410): Alarico, frustrato dai tentativi falliti di raggiungere un accordo con Roma, assedia di nuovo ed espugna finalmente Roma a causa di un tradimento. La città viene saccheggiata per tre giorni. Si sposta poi in Calabria tentando invano di invadere l'Africa. Perisce in Calabria nello stesso anno e i Visigoti eleggono come suo successore Ataulfo. Prosegue la conquista vandalo-alano-sveva della Spagna romana.
411Il generale Costanzo sconfigge in Gallia e in Hispania gli usurpatori Costantino III, Costante II e Massimo. I Vandali Asdingi, i Vandali Silingi, gli Alani e gli Svevi si spartiscono la Spagna:
(Idazio, Cronaca, s.a. 411.)
412I fratelli Giovino e Sebastiano in Gallia, Eracliano in Africa, usurpano il trono. I Visigoti, condotti da re Ataulfo, invadono la Gallia. Giovino e Sebastiano sono eletti dall'esercito a Magonza per volere del re dei Burgundi Gunziario e dal re degli Alani Goar e ottengono per un breve periodo di tempo anche il sostegno dei Visigoti di Ataulfo.
413I disaccordi tra Giovino e i Visigoti si tramutarono in ostilità aperta quando Giovino innalzò al rango di Augusto suo fratello Sebastiano nonostante il mancato assenso del re visigoto, il quale inviò un messaggio ad Onorio promettendogli di inviargli le teste degli usurpatori in cambio della pace. Onorio accettò e Ataulfo si scontrò quindi con Sebastiano, vincendolo e inviando la sua testa a Ravenna, e poi catturando Giovino, facendolo inviare al prefetto del pretorio delle Gallie Claudio Postumo Dardano, che lo fece decapitare e inviò la sua testa a Ravenna, che fu poi esposta, insieme a quelle degli altri usurpatori, a Cartagine. Nello stesso anno, in Italia, le forze comandate dall'usurpatore Eracliano, sbarcato per abbattere Onorio, vennero sconfitte costringendo l'usurpatore a fuggire a Cartagine, dove trovò la morte. Flavio Costanzo, fresco della vittoria su Eracliano, fu ricompensato con l'incorporazione delle immense ricchezze dell'usurpatore sconfitto. Onorio chiese a questo punto in cambio della pace la restituzione di Galla Placidia, ostaggio dei Visigoti fin dal 410. Ataulfo, tuttavia, non era disposto a restituire a Onorio sua sorella, se in cambio non veniva rispettata la condizione di fornire ai Visigoti una grossa quantità di grano, una cosa che i Romani avevano promesso ai Visigoti ma che non era stata finora mantenuta. Quando i Romani si rifiutarono di fornire ai Visigoti il grano promesso se prima non avveniva la restituzione di Galla Placidia, Ataulfo riprese la guerra contro Roma. Ataulfo tentò di impadronirsi di Marsiglia ma fallì nella sortita grazie al valore del generale Bonifacio, il quale difese strenuamente la città, riuscendo anche nell'impresa di ferire, durante la battaglia, Ataulfo. I Visigoti si impadroniscono di Narbona. Nel frattempo, proprio in quell'anno, per attestato di Prospero Tirone, «i Burgundi ottennero la parte della Gallia confinante con il Reno».
414Nel gennaio 414 il re dei Visigoti sposò la sorella di Onorio, Galla Placidia, tenuta in ostaggio prima da Alarico e poi da Ataulfo stesso fin dai giorni del sacco di Roma. L'ex-imperatore Prisco Attalo, che aveva seguito il suo popolo d'adozione fin nelle Gallie, festeggiò l'evento decantando il panegirico in onore degli sposi. Poco tempo dopo, ai due sposi nacque un figlio, di nome Teodosio. Secondo Heather, il matrimonio di Galla Placidia con Ataulfo aveva fini politici: sposando la sorella dell'Imperatore di Roma, Ataulfo sperava di ottenere per sé e per i Visigoti un ruolo di preponderante importanza all'interno dell'Impero, nutrendo forse anche la speranza che una volta deceduto Onorio suo figlio Teodosio, nipote di Onorio, per metà romano e per metà visigoto, sarebbe diventato imperatore d'Occidente in quanto Onorio non aveva avuto figli. Tuttavia, ogni tentativo di negoziazione tra i Visigoti e Roma ad opera di Ataulfo e Placidia fallì a causa dell'opposizione alla pace di Flavio Costanzo, e la dipartita prematura del figlioletto Teodosio dopo nemmeno un anno di età mandò a monte tutti i piani di Ataulfo. A quel punto - era sempre il 414 - Ataulfo proclamò nuovamente imperatore Prisco Attalo, nel tentativo di raccogliere attorno a lui l'opposizione a Onorio.
415L'avanzata delle legioni di Flavio Costanzo costrinse però i Visigoti ad abbandonare Narbona e ripiegare in Spagna, lasciando Attalo nelle mani di Onorio, che lo condannò al taglio di due dita della mano destra e all'esilio sulle isole Lipari. La tattica di Costanzo era stata di bloccare tutti i porti e le vie di comunicazione impedendo ai Visigoti di ricevere rifornimenti di cibo: in Spagna i Visigoti furono talmente ridotti alla fame dalla tattica di Costanzo che essi furono costretti a comprare dai Vandali il grano a un prezzo esorbitante di una moneta d'oro per ogni trula di frumento (e per tale motivo i Vandali cominciarono a soprannominarli "truli"). Ataulfo si spense nei pressi di Barcellona, ucciso nelle sue stalle da un servo che aveva un conto in sospeso con lui. Wallia, il suo successore, stringe una pace con il patrizio Costanzo; in cambio di una gran quantità di grano e dello stanziamento del suo popolo in Aquitania, restituisce Galla Placidia e combatte per conto dell'Impero i Vandali Silingi e gli Alani in Spagna.

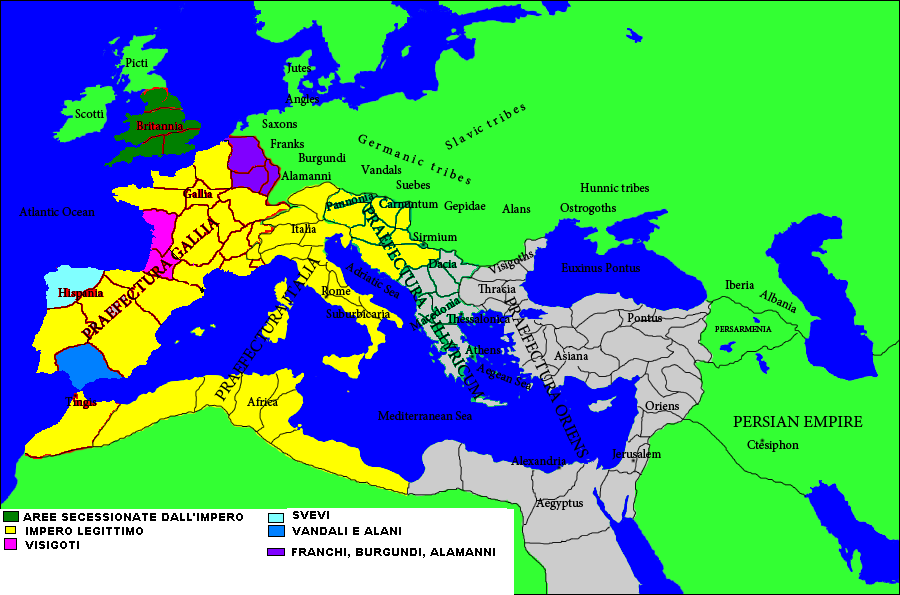
L'Impero romano d'Occidente nel 421.
Impero d'Occidente (Onorio).
Aree in rivolta.
Franchi, Alamanni, Burgundi.
Vandali e Alani.
Suebi.
Visigoti.
Grazie alle prodezze di Flavio Costanzo, la Gallia e la Tarraconense erano tornate sotto il dominio di Onorio con la sconfitta degli usurpatori, mentre gli Alani erano stati scacciati con il supporto visigoto dalla Lusitania e dalla Cartaginense, e i Bagaudi nell'Armorica erano stati ricondotti all'obbedienza. I Visigoti ottennero, in cambio dei loro servigi in Hispania, la Gallia Aquitania come foederati dell'Impero.

     Impero d'Occidente (Onorio).
     Aree in rivolta.
     Franchi, Alamanni, Burgundi.
     Vandali e Alani.
     Suebi.
     Visigoti.
416-418Wallia sconfigge sonoramente i Vandali Silingi e gli Alani, recuperando per l'Impero le province di Cartaginense, Betica e Lusitania e Costanzo li premia stanziandoli come foederati in Aquitania dove, in base al trattato di hospitalitas, cede loro terreni da coltivare:
[Anno 417]
Wallia, re dei Goti, agendo a nome dell'impero romano, fece grandi massacri dei barbari in Spagna.
[Anno 418]
...Tutti i Vandali Silingi in Betica furono sterminati dal re Wallia. Gli Alani, che dominavano i Vandali e gli Svevi, furono quasi completamente sterminati dai Goti. I rimanenti, deceduto il loro re Atax, scordarono persino il nome del loro regno, e si misero sotto la protezione di Gunderico, re dei Vandali, che si era stabilito in Galizia. Costanzo chiede ai Goti di porre fine ai combattimenti e di ritornare in Gallia; attribuisce loro l'Aquitania che ora occupano, regione che va da Tolosa fino all'oceano. Wallia perisce e gli succede Teodorico.»
(Idazio, Cronaca, s.a. 418.)
419Gunderico, re dei Vandali e degli Alani (gli Alani superstiti si erano infatti uniti con i Vandali Asdingi in Galizia) combatte contro Ermerico, re degli Svevi in Galizia. I Vandali assediano gli Svevi sulle colline Nerbasiennes.
420Asterio, conte di Spagna, costringe, con un intervento militare, i Vandali a levare il loro assedio agli Svevi. Secondo Idazio, il vicario Maurocello ne uccide un gran numero a Braga durante la loro ritirata (oppure secondo una differente interpretazione del testo di Idazio accadde il contrario). I Vandali, abbandonando la Galizia, migrano in Betica.
422Mentre l'Impero d'Oriente combatteva i Persiani, la Tracia fu saccheggiata dagli Unni. Nel frattempo in Spagna il generale Castino condusse una campagna contro i Vandali in Betica: secondo Prospero d'Aquitania, ad essa doveva partecipare anche Bonifacio, Comes Africae, ma, per un litigio con Castino, rifiutò a prendervi parte. Castino affronta comunque i Vandali venendone sconfitto. La colpa della sconfitta viene attribuita da Idazio al tradimento dei foederati Visigoti:
(Idazio, Cronaca, s.a. 422.)
425I Vandali, con una flotta, saccheggiano le Isole Baleari; devastano poi la Spagna meridionale (espugnando Cartagena e Siviglia) e addirittura, se si presta fede a Idazio, la Mauritania. Nel frattempo, secondo Prospero d'Aquitania, i Visigoti tentarono di impadronirsi della città di Arelate, in Provenza, ma senza riuscirci a causa dell'arrivo delle legioni romane comandate da Ezio, che liberarono la città dall'assedio visigoto.
427Le Pannonie, che erano occupate dagli Unni da circa un quarantennio, furono liberate dagli eserciti romani.
428I Vandali si impadroniscono di Siviglia. A Gunderico, deceduto nello stesso anno, succede sul trono dei Vandali Genserico. Nel frattempo, secondo Prospero d'Aquitania, Ezio in quell'anno sconfisse i Franchi, riconquistando alcuni territori lungo il Reno.
429Genserico decide di lasciare con tutto il popolo dei Vandali la Betica per stabilirsi in Africa. L'invasione dell'Africa iniziò nel maggio 429.
430La Galizia viene saccheggiata dagli Svevi. Il generale romano Flavio Ezio libera Arelate in Provenza dall'assedio visigoto, facendo prigioniero il generale visigoto Anaulfo. Sconfigge anche gli Iutungi e i Nori, questi ultimi probabilmente gli abitanti del Norico rivoltatesi. Nel frattempo i Vandali, dopo aver sconfitto il conte Bonifacio, assediano Ippona. Sono però costretti a levare l'assedio dopo diversi mesi per la fame e, quando giunsero rinforzi dall'Impero d'Oriente condotti da Aspar, Bonifacio e Aspar si scontrano di nuovo con i Vandali, venendo sconfitti ancora una volta.
431Ezio finisce di sedare la rivolta degli abitanti del Norico. Gli Svevi, rompendo l'accordo raggiunto con gli abitanti romani della Galizia, continuano a saccheggiarla. Un'ambasceria dei Galiziani condotta da Idazio si reca presso Ezio in Gallia per chiedergli di intervenire in Galizia contro gli Svevi.
432Dopo aver vinto i Franchi, Ezio invia il conte Censorio in Galizia per raggiungere un accordo di compromesso con gli Svevi.
435Per attestato di Prospero d'Aquitania, alle idi di febbraio presso Ippona fu firmata una pace (detta "di Trigezio") con i Vandali, con cui fu riconosciuto ai Vandali il possesso dei territori da essi occupati in Africa (parte della Mauritania e della Numidia, mentre Byzacena, Proconsolare e Numidia orientale restavano per ora sotto il dominio romano). Nel frattempo, in Gallia Ulteriore (Gallia a nord della Loira), i Bagaudi si rivoltano eleggendo come capo un certo Tibattone.
436I Burgundi sono sconfitti da Ezio e poco tempo dopo sono attaccati dagli Unni alleati dei Romani e sterminati (secondo Idazio 20 000 Burgundi vennero massacrati). I Visigoti, nel frattempo, assediano Narbona.
437Ezio, secondo Idazio, o il suo subordinato Litorio, secondo Prospero d'Aquitania, libera Narbona dall'assedio visigoto, con un grande esercito composto da ausiliari Unni i quali portano ognuno un sacco di grano alla popolazione affamata. Nel frattempo Ezio o i suoi subordinati (come Litorio) sedano la rivolta dei Bagaudi in Gallia Ulteriore: il loro capo Tibattone viene catturato e parte dei ribelli vengono massacrati. Un'ambasceria condotta da Censorio e Fretimondo tenta di raggiungere di nuovo la pace con gli Svevi.

Le conquiste di Re Rechila (438-448).

438Ezio infligge in una grande battaglia campale perdite pesanti ai Visigoti: secondo Idazio, ben 8 000 visigoti vennero massacrati. Gli Svevi accettano di nuovo la pace con gli abitanti della Galizia, ma quando al re Ermenerico succede il figlio Rechila, gli Svevi riprendono ad attaccare il territorio imperiale. Rechila sconfigge il generale Andevoto, impadronendosi di grandi ricchezze.
439In Africa Genserico, re dei Vandali, si impadronisce di Cartagine. Nel frattempo, in Gallia, prosegue la guerra contro i Visigoti: il generale Litorio, giunto a Tolosa con un esercito composto da ausiliari Unni, affronta imprudentemente in un grande scontro campale i Visigoti, perdendo nettamente e venendo catturato e giustiziato pochi giorni dopo dal nemico. Dopo la sconfitta, i Romani accettano di firmare una pace con i Visigoti che conferma il loro stanziamento, come foederati, in Aquitania. In Spagna, nel frattempo, il re degli Svevi, Rechila, conquista Emerita.
440Genserico invade con una potente flotta la Sicilia e assedia per lungo tempo Palermo per poi ritirarsi. In Spagna il conte Censorio viene assediato da Rechila dentro Myrtillis. In Gallia Ezio stanzia come foederati nella città di Valentia degli Alani condotti da Sambida.
441Il re degli Svevi, Rechila, dopo essersi impadronito di Siviglia, sottomette sotto il giogo svevo le province di Betica e Cartaginense. Nel frattempo il conte Asturio seda una rivolta di Bagaudi nella Tarraconense. L'Imperatore d'Oriente Teodosio II invia una grossa flotta in Sicilia in vista di attaccare i Vandali e recuperare Cartagine. Tuttavia, nuove invasioni colpirono l'Impero d'Oriente, costringendolo a rinunciare a riconquistare Cartagine: secondo il Conte Marcellino, infatti, i Persiani, i Saraceni, gli Tzani, gli Isauri e gli Unni, usciti dai propri confini, invasero il territorio romano devastandolo; gli Unni in particolare si impadronirono delle fortezze di Naisso e Singidunum, devastando i Balcani.
442La flotta inviata in Sicilia da Teodosio II per recuperare Cartagine viene giocoforza richiamata quando gli Unni, condotti dal loro re Attila, invadono la Tracia facendo così sfumare la spedizione contro i Vandali. L'Imperatore d'Occidente Valentiniano III e il re vandalo Genserico firmano così una pace sfavorevole per i Romani con cui i Romani riconoscono ai Vandali il possesso di Cartagine e delle ricche province di Proconsolare, Byzacena e parte della Numidia e i Vandali restituiscono in cambio ai Romani le province di Mauritania, Numidia occidentale e Tripolitania, province comunque impoverite dai saccheggi vandali e minacciate dai Mauri. Nel frattempo la Britannia (uscita dall'orbita dell'Impero fin dal 410) viene invasa dai Sassoni. In Gallia Ezio stanzia in qualità di foederati degli Alani in Gallia Ulteriore, probabilmente affinché essi tenessero sotto controllo le ribellioni dei Bagaudi. I foederati alani espropriano dei loro possedimenti i proprietari terrieri locali.
443Il generale e poeta romano Merobaude seda una nuova rivolta di Bagaudi (definiti "Aracellitani") nella Tarraconense. Ezio stanzia come foederati i Burgundi superstiti in Savoia, presso il lago di Ginevra.
446Il generale romano Vito cerca di riconquistare la Betica e la Cartaginense alla testa di foederati Visigoti ma viene sconfitto in battaglia da Re Rechila.
447Attila, re degli Unni, invade di nuovo i Balcani, espugnando e devastando diverse città e arrivando fino alle Termopili; non riuscì però ad approfittare di un terremoto che aveva distrutto parte delle mura di Costantinopoli, perché il prefetto del pretorio d'Oriente, Costantino, riuscì a farle riparare prima dell'arrivo sotto le mura degli eserciti unni; presso il fiume Utus, in Dacia Ripense, si ebbe una grande battaglia tra gli Unni di Attila e i Romani condotti da Arnegisclo, il quale perì dopo aver ucciso molti nemici. L'Imperatore d'Oriente, Teodosio II, fu quindi costretto a comprare una pace gravosa con Attila:
(Prisco, Storia)
I Romani furono anche costretti ad evacuare la zona a sud del Danubio larga cinque giorni di viaggio, che Attila intendeva utilizzare come zona cuscinetto tra i due imperi.
449I Bagaudi della Tarraconense, di nuovo in rivolta, eleggono come capo un certo Basilio e massacrano mercenari barbari al servizio dell'Impero in una chiesa di Tarazona. In concerto con il nuovo re degli Svevi, Rechiaro, saccheggiano la regione Cesareaugustana, espugnando la città di Lerida.
451Gli Unni, condotti da re Attila, invadono la Gallia ma sono vinti dal generale Ezio e i suoi foederati barbari nella Battaglia dei Campi Catalauni e costretti al ritiro.
452Gli Unni di Attila invadono l'Italia ma una serie di problemi logistici (malattie e pestilenze li decimarono) li spingono al ritiro. A contribuire alla ritirata unna dall'Italia sono stati anche i rinforzi inviati a Ezio dall'Imperatore d'Oriente Marciano. Mansueto e Frontone sono inviati in ambasceria presso gli Svevi per negoziare una pace con essi.
455In seguito all'uccisione di Valentiniano III, assunse il trono Petronio Massimo; i Vandali di Genserico, però, non riconobbero il nuovo Imperatore e colsero il pretesto per rompere il trattato con l'Impero e invadere l'Italia; nel 455 avvenne il sacco di Roma ad opera dei Vandali di Genserico, mentre Petronio Massimo, mentre tentava la fuga, venne linciato dalla popolazione. Nello stesso periodo i Vandali si impadroniscono anche di Sicilia, Sardegna, Corsica, Baleari, Mauritania e Tripolitania. Quando Avito, un generale romano che era stato in precedenza ambasciatore presso i Visigoti, seppe del sacco di Roma e dell'uccisione di Petronio Massimo, su suggerimento del re visigoto Teodorico II, si autoproclamò Imperatore con il sostegno dei Visigoti e dell'aristocrazia gallica e, con l'appoggio dei Visigoti, marciò fino a Roma, facendosi riconoscere Imperatore. Avito, essendo Stato imposto dai foederati Visigoti come Imperatore, mantenne buone relazioni con essi e affidò loro il compito di sconfiggere gli Svevi, che avevano invaso le province romane di Cartaginense e Tarraconense, rinforzando l'esercito visigoto con foederati Burgundi. Gli Svevi devastano la provincia Cartaginense che avevano restituito ai Romani tempo prima (probabilmente nel 452). Il nuovo Imperatore, Avito, invia ambasciatori presso gli Svevi per negoziare una pace ma questi la rifiutano e iniziano a devastare anche la provincia di Tarraconense. Avito, allora, convince il re dei Visigoti Teodorico a intervenire contro gli Svevi come alleato dell'Impero. Teodorico, allestito un possente esercito, si scontra con gli Svevi in Spagna e infligge loro perdite così devastanti che porta il regno svevo sull'orlo del collasso, restringendolo al possesso della sola Galizia. Avito, nel frattempo, intervenne in Pannonia, riuscendo a costringere gli Ostrogoti a riconoscere la sua sovranità sulla provincia, come Foederati.
456Nel frattempo i Vandali ripresero a minacciare la Sicilia, nonostante ambascerie da entrambi gli Imperatori, Marciano e Avito, lo pregassero di guardarsi dal devastare l'Italia e di restituire la libertà alla moglie e alle figlie di Valentiniano III fatte prigioniere durante il sacco di Roma del 455; tali ambascerie non ottennero niente da Genserico. Nel 456 Genserico inviò una flotta di sessanta navi a devastare la Sicilia e l'Italia meridionale: l'esercito romano, condotto dal generale Ricimero, riuscì tuttavia a sventare l'invasione, infliggendo due sconfitte agli invasori, dapprima nei pressi di Agrigento e, infine, nei pressi della Corsica. Questi successi fecero sì che Avito decise di premiare Ricimero nominandolo magister militum praesentalis. A causa delle sue origini galliche, Avito, tuttavia, si attirò ben presto l'ostilità di gran parte della popolazione romana, del senato e dell'esercito, capeggiato da Maggioriano e Ricimero, che presto tramarono per deporlo. E così, quando i Visigoti partirono dall'Italia per combattere gli Svevi in Spagna, i generali Maggioriano e Ricimero si rivoltarono apertamente costringendo Avito a fuggire ad Arelate, da dove implorò il re visigoto di intervenire in suo soccorso, senza successo. Avito rientrò in Italia con le truppe a sua disposizione ma fu vinto presso Piacenza e detronizzato (456). La fine di Avito provocò la rivolta della prefettura gallica, che non volle riconoscere il nuovo Imperatore Maggioriano e si separò dall'Impero, con l'appoggio dei Visigoti e dei Burgundi, che approfittarono delle discordie interne dell'Impero per espandere la propria sfera di influenza: i Burgundi in particolare si espansero nella Valle del Rodano, occupando temporaneamente Lione con l'appoggio della popolazione locale.

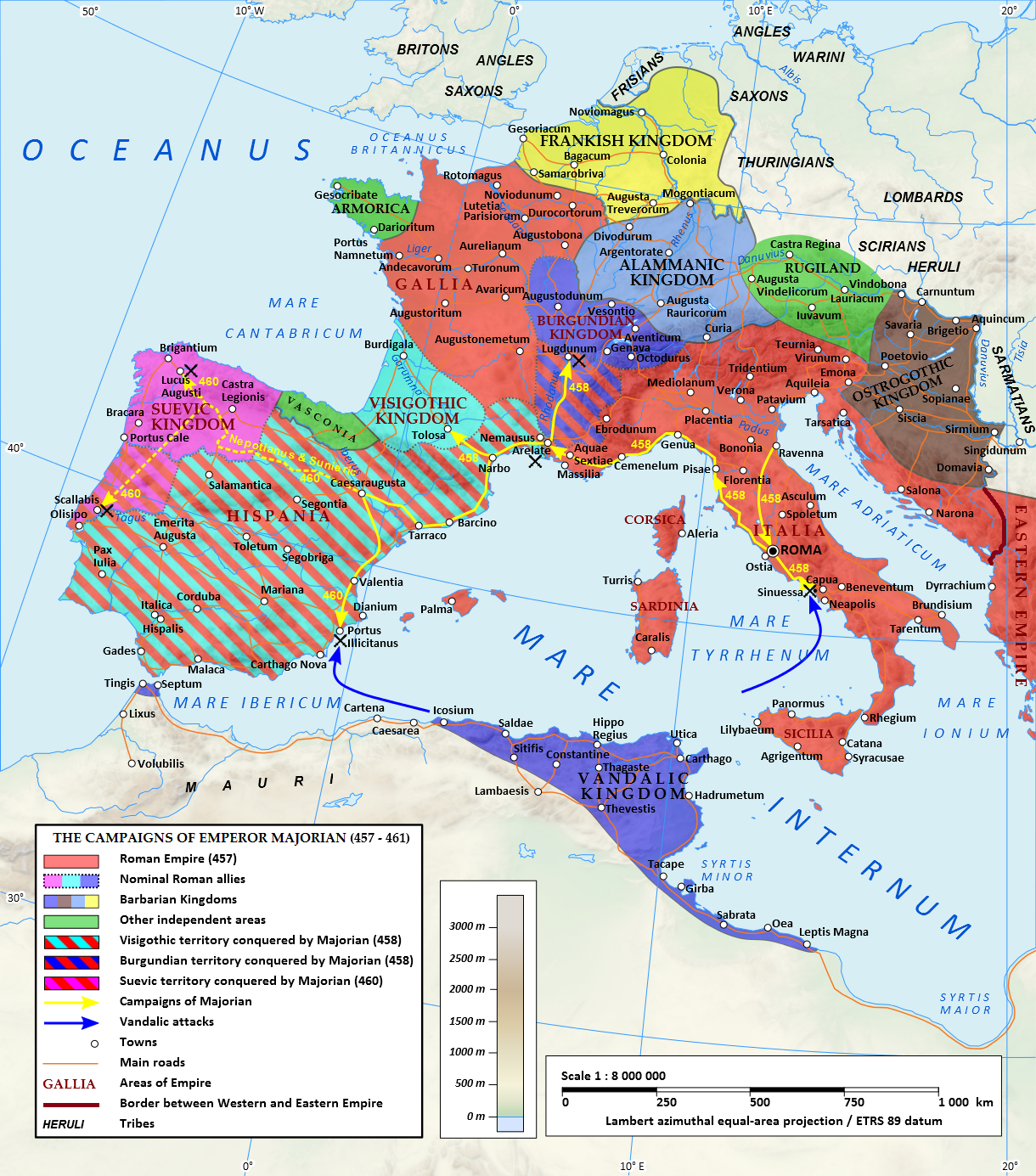
Le campagne dell'Imperatore d'Occidente Maggioriano (457-461). Durante il suo regno, Maggioriano riconquistò la maggior parte della Hispania e della Gallia meridionale.

458Maggioriano tentò di risollevare le sorti dell'Impero d'Occidente tentando di riconquistare la Gallia, la Spagna e l'Africa, ma, non potendo contare su truppe romane, essendo ormai l'esercito costituito quasi esclusivamente da barbari, dovette reclutare molti barbari da oltre Danubio; per fronteggiare le incursioni dei Vandali, inoltre, potenziò la marina militare romana, che ai quei tempi era decaduta a tal punto da essere praticamente scomparsa. Essendo intenzionato a recuperare il controllo della prefettura gallica, finita sotto il controllo dei separatisti romano-gallici appoggiati dai foederati Visigoti e Burgundi, Maggioriano ordinò al suo generale Egidio, che stava provvedendo alla difesa della frontiera del Reno dalle incursioni dei foederati Franchi, di dirigersi verso Lione per riconquistarla ai Burgundi: Egidio riuscì nell'impresa, e verso la fine del 458 Maggioriano attraversò le Alpi alla testa della sua armata di mercenari barbari entrando a Lione. Maggioriano giunse a un comprommesso con i foederati Burgundi, riconoscendo loro il possesso dei territori della Valle del Rodano conquistati durante la rivolta, ad eccezione di Lione, in cambio del loro riconoscimento ad Imperatore.
459Ricondotti i Burgundi al servizio dell'Impero in qualità di foederati, Maggioriano volse contro i foederati Visigoti, impedendo loro di conquistare Arelate e spingendoli a riconoscerlo come Imperatore e di passare al suo servizio come foederati.
460Maggioriano affidò dunque ai Visigoti il compito di proseguire la guerra contro gli Svevi in Galizia, inviando loro dei rinforzi sotto il comando del generale romano Nepoziano. Mentre i Visigoti, coadiuvati dai Romani, proseguivano con nuovi successi la guerra contro gli Svevi, Maggioriano allestì una potente flotta nella Cartaginense, con l'intento di riconquistare l'Africa ai Vandali; la flotta fu però distrutta dai pirati vandali con l'aiuto di traditori e l'Imperatore fu costretto a rinunciare alla riconquista dell'Africa e a firmare con Genserico un trattato oneroso con cui l'Impero, probabilmente, riconosceva ai Vandali il possesso della Mauritania e probabilmente anche della Sardegna, Corsica e Baleari.
461Congedata la sua armata composta da mercenari barbari, Maggioriano, tornato in Italia, viene detronizzato e ucciso a Tortona nell'agosto del 461 per volere di Ricimero, che impone sul trono l'Imperatore fantoccio Libio Severo. Genserico colse l'uccisione di Maggioriano come pretesto per rompere il trattato stretto con lui e invadere di nuovo l'Italia e la Sicilia. Il generale romano Marcellino si era all'epoca ritirato dalla Sicilia avendogli Ricimero portato via il nerbo dell'esercito: odiando Marcellino, infatti, Ricimero aveva profuso denaro ai soldati romani, quasi tutti mercenari unni, spingendoli a disertare da lui. Marcellino, costretto, pertanto, ad abbandonare la Sicilia per via delle insidie di Ricimero, ritornò in Dalmazia, che separò dall'Impero non avendo riconosciuto il nuovo Imperatore d'Occidente, Libio Severo.
462Dopo la detronizzazione e l'uccisione di Maggioriano, i generali Egidio e Marcellino si rivoltano a Ricimero, che aveva ucciso Maggioriano per porre sul trono Libio Severo. Per ottenere l'appoggio dei Visigoti contro Egidio, il magister militum per Gallias Agrippino cede loro la città di Narbona, ma il generale visigoto Federico, fratello del re, viene vinto e ucciso in battaglia dal generale ribelle Egidio. Essendo la Sicilia esposta ai saccheggi dei Vandali, l'Imperatore inviò un'ambasceria presso Genserico, intimandogli di rispettare il trattato stretto con Maggioriano, di restituire la libertà alla moglie e alle figlie di Valentiniano III e di guardarsi dal devastare la Sicilia e l'Italia meridionale. Genserico accettò unicamente, nel 462, di liberare Eudocia e Placidia, e solo dopo aver costretto Eudocia a sposare Unerico, ma non cessò di devastare l'Italia meridionale e la Sicilia: intendeva, infatti, ora ricattare l'Impero d'Occidente, costringendolo a nominare come Imperatore Olibrio, imparentato con Genserico in quanto marito di Placidia. In quell'epoca l'Impero d'Occidente non doveva temere unicamente i Vandali, ma anche la rivolta di Egidio, il quale, forte dell'appoggio dell'esercito delle Gallie, aveva separato la Gallia dal resto dell'Impero, non riconoscendo il nuovo Imperatore Libio Severo: Egidio era, infatti, un uomo di fiducia di Maggioriano e, di conseguenza, non era disposto a riconoscere il nuovo regime responsabile della sua uccisione. Ricimero riuscì tuttavia a mettergli contro Visigoti e Burgundi, al prezzo di nuove pesanti concessioni territoriali (ai Visigoti cedette Narbona e ai Burgundi concesse di espandersi nella Valle del Rodano), per cui Egidio, intento a guerreggiare i Barbari nelle Gallie, non ebbe l'opportunità per invadere l'Italia. Anche Marcellino e l'Impero d'Oriente non riconobbero il nuovo Imperatore d'Occidente e si rifiutarono per tale motivo di prestargli soccorso contro i Vandali. E così, all'arrivo di ogni primavera, i Vandali procedevano a devastare indisturbati l'Italia meridionale e la Sicilia, come narrato da Prisco di Panion:
(Prisco di Panion, Storia.)
L'Impero d'Oriente si rifiutava di prestare la flotta all'Impero d'Occidente, non solo perché non riconosceva come Imperatore legittimo Libio Severo, per cui non era disposta ad appoggiarlo, ma anche perché il trattato con i Vandali del 462, con cui l'Impero d'Oriente riotteneva la restituzione di Eudossia e Placidia, imponeva all'Impero d'Oriente di non intervenire contro i Vandali in appoggio all'Impero d'Occidente.
464Il re degli Alani Bergeor viene vinto e ucciso dal generale Ricimero.
468Una spedizione contro i Vandali condotta dalle flotte di entrambi gli Imperi e affidata al generale Basilisco fallisce, l'intera flotta romana (oltre 1000 navi) viene affondata con la strage di decine di migliaia di romani.
470I Visigoti di re Eurico invadono l'Alvernia e la Provenza, ancora appartenenti all'Impero. L'Imperatore d'Occidente, Antemio, si allea con Riotamo, re dei Bretoni, contro i Visigoti in modo da respingere la loro invasione. Il re Riotamo giunse con 12 000 soldati presso la città di Bourges. Eurico, tuttavia, lo sconfisse in una grande battaglia campale prima che avesse il tempo di unire le proprie forze alle armate romane. Riotamo si rifugiò presso i Burgundi, allora alleati di Roma. Come conseguenza della sconfitta inflitta ai Romani, i Visigoti riuscirono negli anni successivi a sottomettere l'Alvernia.
471Antemiolo viene inviato da suo padre e imperatore, Antemio, a combattere in Gallia i Visigoti di re Eurico; diretto ad Arelate con i conti Torisario, Everdingo ed Ermiano, viene vinto presso il fiume Rodano dai visigoti di re Eurico, che devastarono conseguentemente le province galliche.
473Il conte visigoto Gauterit conquistò in Spagna Pamplona, Cesareaugusta e le città limitrofe; il generale visigoto Eldefredo, con la collaborazione del generale romano traditore Vincenzo, assediò ed espugnò Tarragona e le città limitrofe; fu poi inviato da re Eurico a invadere l'Italia, ma l'invasione fallì e Vincenzo fu vinto e ucciso dai generali romani Alla e Sindila.
475Giulio Nepote, nel tentativo di salvare dalla conquista visigota le città romane a est del Rodano, tra cui Marsiglia e Arelate, nel 475 inviò il vescovo di Pavia Epifanio che trattò con i Visigoti, firmando con essi un trattato con cui veniva ceduta ai Visigoti la città di Clermont e riconosciute le loro conquiste, in cambio della pace e dell'alleanza con l'Impero.
476Marsiglia e Arelate e le città limitrofe, ultimi baluardi romani nella Gallia meridionale, vengono conquistate dai Visigoti di re Eurico. Nel frattempo, in Italia, i foederati germanici si rivoltarono perché non ottennero dal generale Oreste e dall'Imperatore Romolo Augusto le terre pretese, ed elessero re un certo Odoacre, che secondo Procopio era un romano che serviva nelle guardie del corpo imperiali. Le truppe ribelli di Odoacre sconfissero gli eserciti romani rimasti fedeli a Romolo Augusto, trucidando Oreste, e deposero il giovane imperatore, inviandolo in esilio nel castello luculliano, non decidendo tuttavia di eleggerne un altro, ma di nominare Odoacre loro re, provocando dunque la caduta dell'Impero romano d'Occidente.

## Conseguenze

### Caduta dell'Impero romano d'Occidente

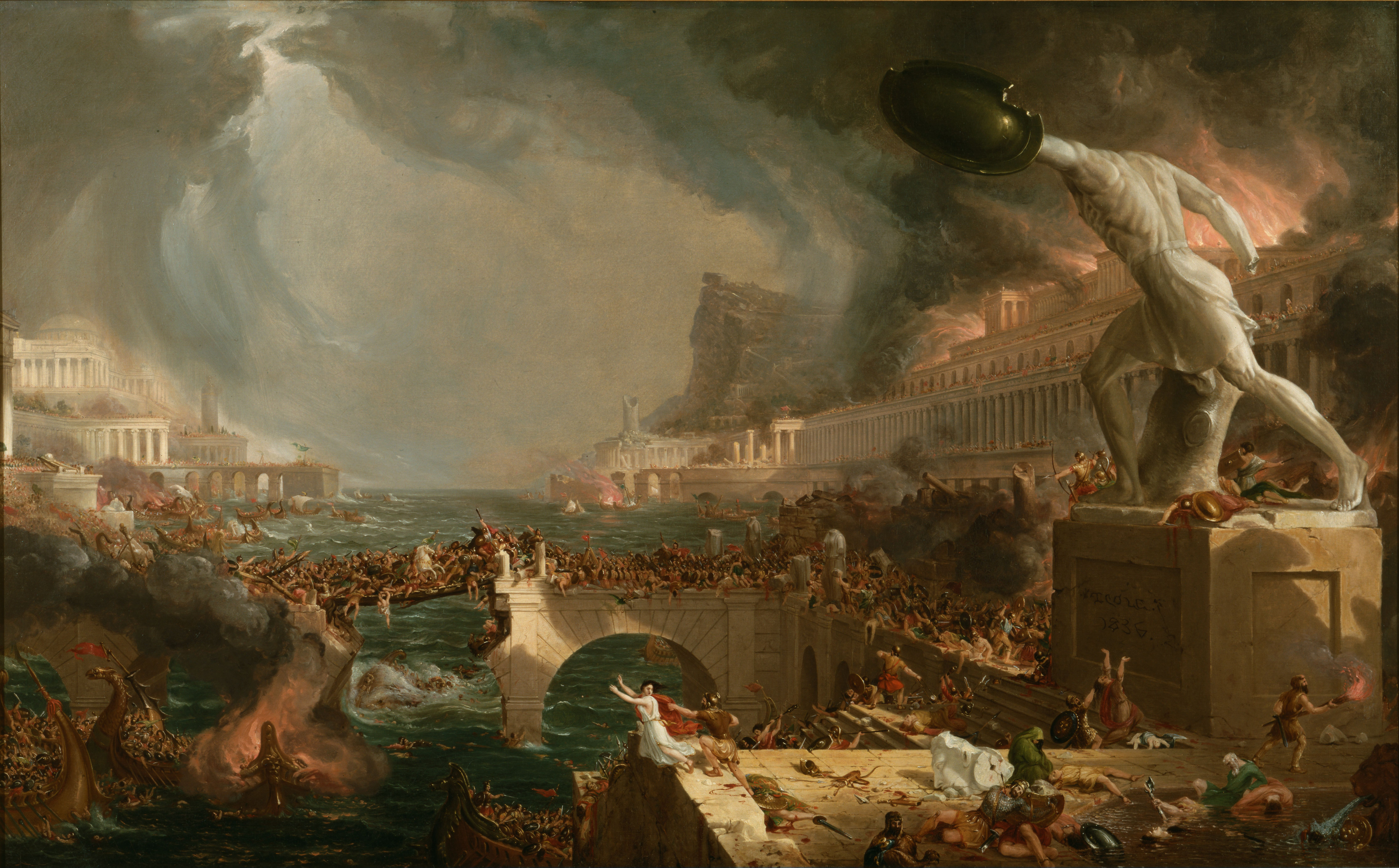
La distruzione dell'Impero romano, di Thomas Cole. Dipinto allegorico (ispirato molto probabilmente al sacco di Roma dei Vandali del 455), quarto della serie "Il corso dell'Impero" del 1836, oggi a New York, presso l'Historical Society.

Gli invasori barbari non avevano la deliberata intenzione di provocare la caduta dell'Impero romano d'Occidente, intendendo unicamente stabilirsi sui suoi territori e costruire una vantaggiosa alleanza con l'Impero, impedendo agli altri immigrati barbari di fare lo stesso. Tuttavia, la loro azione violenta, necessaria per costringere lo Stato romano a concedere loro lo stanziamento all'interno dell'Impero, contribuì nell'insieme, oltre a fattori interni, alla caduta dell'Impero romano d'Occidente: i saccheggi provocati dai barbari e l'occupazione di intere province determinò infatti un consistente calo del gettito fiscale dell'Impero; infatti, la produzione agricola costituiva una percentuale non inferiore all'80% del PIL dell'Impero, con il risultato che le province saccheggiate dai Barbari, con i campi devastati, non erano più in grado di versare le tasse ai livelli di prima; si ritiene che il gettito fiscale delle province più devastate dalle incursioni diminuì dei 6/7. Inoltre, le province completamente perdute non versavano più tasse all'Impero, provocando un'ulteriore diminuzione del gettito fiscale.
Poiché gran parte del bilancio dello Stato serviva a mantenere l'esercito, una diminuzione consistente del gettito fiscale determinò un ridimensionamento dell'esercito: si stima che la lotta contro gli invasori germanici nel periodo tra il 395 e il 420 abbia portato all'annientamento del 47,5% circa dei reggimenti comitatensi occidentali, perdite che dovettero essere colmate principalmente con la promozione a comitatensi di numerose truppe di frontiera, più che con il reclutamento di nuove leve di soldati di prima classe, probabilmente a causa della diminuzione del gettito fiscale. Cosicché, nonostante l'esercito campale occidentale nel 420 fosse addirittura più grande numericamente rispetto al 395 (181 reggimenti contro i 160 circa del 395), era in realtà più debole perché il numero dei reggimenti di "veri" comitatensi (escludendo quindi gli pseudocomitatenses) era calato da 160 a 120.
La situazione subì un ulteriore peggioramento con la conquista vandalica del Nordafrica: la perdita di province così prospere (e del loro gettito fiscale) fu un duro colpo per l'Impero romano d'Occidente che, trovatosi per questo motivo in serie difficoltà economiche, fu costretto a revocare tutti i benefici fiscali di cui godevano le classi possidenti e a revocare tutti i decreti di esenzione o di riduzione fiscale emanati in precedenza. Questo tentativo di taglio delle spese e di massimizzazione delle entrate non si rivelò però sufficiente a colmare le perdite subite, cosicché, come si ammette in un decreto del 444, lo Stato non era più in grado di mantenere un grosso esercito. Nonostante il tentativo di imporre nuove tasse in modo da migliorare il bilancio, intorno al 450 l'Impero aveva perso circa il 50% della sua base tassabile e, a causa della costante diminuzione del gettito fiscale, l'esercito romano era diventato pressoché impotente di fronte ai gruppi immigrati.
A causa della graduale dissoluzione di un esercito romano vero e proprio, dovuta alla crisi economica provocata dalle invasioni ma anche in parte alla renitenza alla leva, i generali romani come Costanzo ed Ezio furono costretti a fare ampio uso di Foederati barbari per combattere altri barbari: ad esempio Costanzo usò i Visigoti contro Vandali, Alani e Svevi, mentre Ezio impiegò gli Unni contro Visigoti e Burgundi tra il 436 e il 439 e circa quindici anni dopo, nel 452, sconfisse i suoi ex alleati Unni grazie all'alleanza con i suoi ex nemici Visigoti e Burgundi. Nel 465 circa, numerosi profughi barbari provenienti dall'ex Impero unno, tra cui gli Eruli di Odoacre, si arruolarono in massa come mercenari nell'esercito romano d'Italia. In seguito alle conquiste dei Visigoti sotto Eurico tra il 469 e il 476, l'Impero perse i suoi territori residui in Gallia e in Hispania, riducendosi alla sola Italia. Il gettito fiscale proveniente dalla sola penisola non era però sufficiente per pagare le truppe "romane" (in realtà per la maggior parte "barbare") in Italia e, a causa di ritardi della paga, i soldati mercenari barbari di Odoacre si rivoltarono deponendo l'ultimo imperatore romano d'Occidente e inviando le insegne imperiali all'Imperatore d'Oriente Zenone: da ora in poi Odoacre avrebbe governato l'Italia come re, ufficialmente come funzionario dell'Impero romano d'Oriente, ma di fatto autonomamente.
In ogni modo, se è vero che le invasioni provocarono un crollo del gettito fiscale, con inevitabili ripercussioni sulla qualità e quantità dell'esercito, questo fattore da solo non rende inevitabile la caduta finale di un impero: l'Impero romano d'Oriente affrontò una crisi analoga nel VII secolo, allorché perse il controllo di gran parte dei Balcani, invasi dagli Slavi, oltre alle floride province di Siria, Egitto, e Nordafrica, conquistate dagli Arabi. Nonostante la perdita di gran parte del suo gettito fiscale, l'Impero d'Oriente non crollò anzi riuscì persino a riprendersi parzialmente nel corso dei secoli X e XI, sotto la dinastia macedone. Alla sopravvivenza dell'Impero d'Oriente contribuì certamente la posizione strategica della capitale, protetta sia dal mare che dalle possenti e quasi inespugnabili mura teodosiane; ma bisogna anche considerare il fatto che in Oriente l'Imperatore non aveva perso autorità a vantaggio dei capi barbari dell'esercito, al contrario del suo collega occidentale. Se l'Imperatore d'Occidente fosse riuscito a preservare la sua effettiva autorità, non è da escludere che l'Impero d'Occidente sarebbe riuscito a sopravvivere, magari limitato alla sola Italia; in occidente invece l'Imperatore perse ogni potere a vantaggio dei capi dell'esercito di origine barbarica, come Ricimero e Gundobaldo. Odoacre non fece che legalizzare una situazione di fatto, cioè l'inutilità effettiva della figura dell'Imperatore, ormai solo un fantoccio nei mani dei generali romani di origine barbarica. Più che una caduta, la fine dell'Impero, almeno in Italia, può essere interpretata più come un cambio interno di regime in cui si poneva fine a un'istituzione ormai superata e che aveva perso ogni potere effettivo a vantaggio dei comandanti romano-barbarici. Odoacre stesso non era un nemico esterno ma un generale romano di origini barbariche, che rispettò e mantenne in vita le istituzioni romane, come il senato e il consolato, e continuava a governare l'Italia come funzionario dell'Imperatore d'Oriente, pur essendo di fatto indipendente.

### Costituzione dei regni romano-barbarici

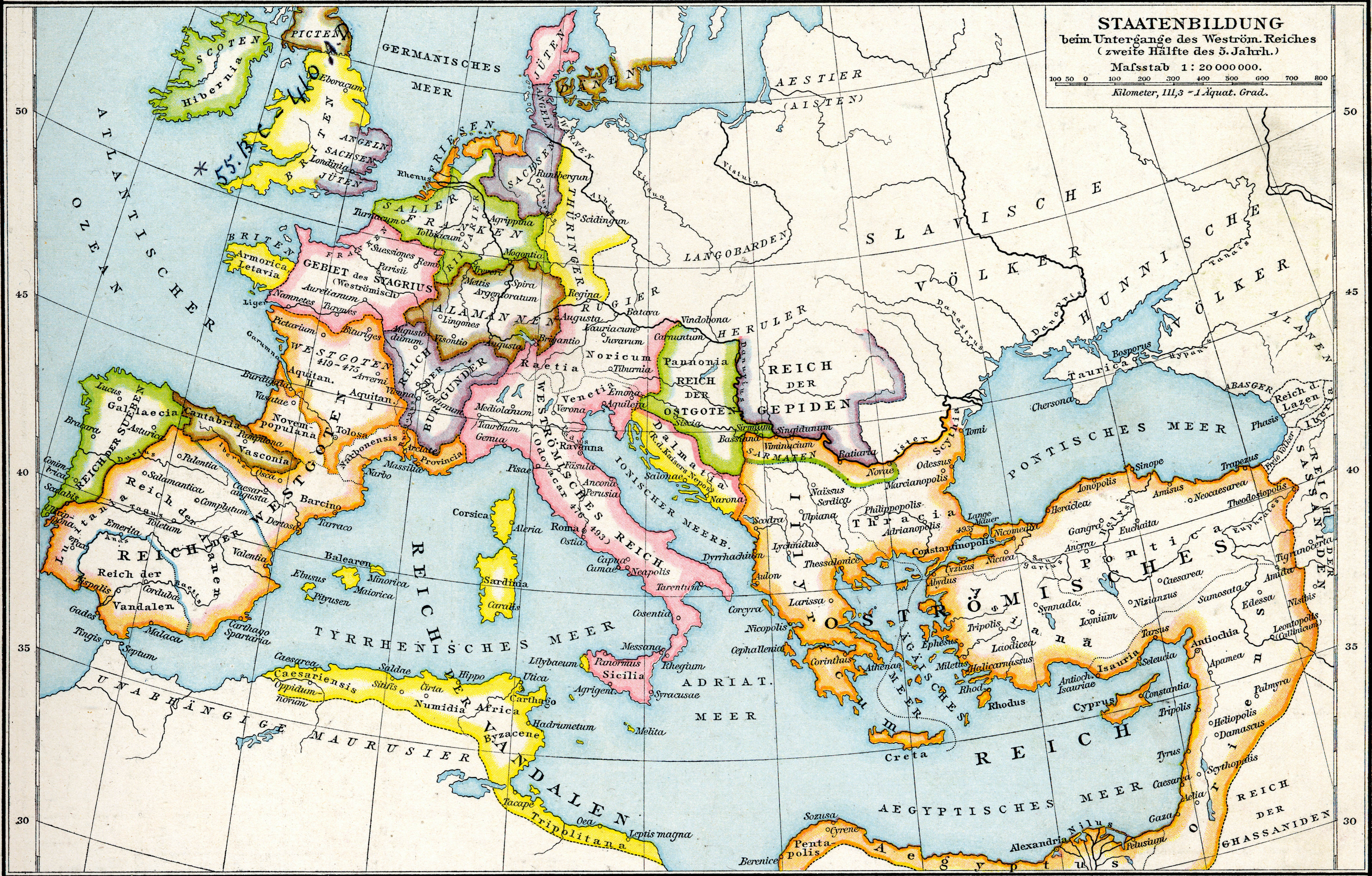
I regni romano-barbarici nel 476.

La conquista dell'Italia da parte di Teodorico concluse il periodo delle invasioni barbariche, coincidente con la dissoluzione dell'Impero romano d'Occidente. Ormai tutte le popolazioni germaniche occupavano le circoscrizioni concesse dai romani con i foedus, ottenendo quindi il diritto di eleggere un re ed emettere proprie leggi. La Penisola Iberica era occupata da una maggioranza di Visigoti e Suebi, la Britannia da Anglo-Sassoni, l'Italia era territorio degli Ostrogoti e l'Europa centrale era divisa tra Franchi e Burgundi. Essi impiantarono vari regni, che sono tramandati come regni romano-barbarici.